# Duomo di Pavia
Il Duomo di Pavia, intitolato a Santo Stefano protomartire e a Santa Maria Assunta, è la più imponente chiesa di Pavia e un importante edificio rinascimentale, sintesi di pianta centrale e longitudinale che anticipa le ricerche tipologiche intorno alla basilica di San Pietro a Roma. La cupola del duomo, alta 97 metri, è la quarta in Italia per altezza e dimensione, superata soltanto  dalla basilica di San Pietro, dal Pantheon (di altezza minore ma più larga) a Roma e dalla basilica di Santa Maria del Fiore a Firenze.

## Storia
L'inizio dei lavori della cattedrale risale al XV secolo, anche se la costruzione si protrasse a lungo fino al XX secolo e risulta tuttora non completata per quel che riguarda i rivestimenti marmorei, con particolare riferimento all'esterno e alla pavimentazione interna della basilica.
Sorge sul sito delle due preesistenti antiche cattedrali romaniche, unite e comunicanti, di Santo Stefano e di Santa Maria del Popolo (i cui resti sono visibili al livello della cripta). Tali costruzioni furono demolite progressivamente per far posto alla nuova cattedrale.

### Le antiche cattedrali gemelle
Sull'area attualmente occupata dal duomo sorgevano in passato le cattedrali "gemelle" di Santo Stefano e di Santa Maria Maggiore, comunemente chiamata Santa Maria del Popolo. Le due chiese originarie furono fondate tra il VI e il VII secolo e rinnovate successivamente, ma intorno al secolo XI-XII furono ricostruite in forme romaniche, come successe nello stesso periodo ad altri prestigiosi edifici di culto della città, ad esempio le basiliche di San Michele Maggiore e di San Pietro in Ciel d'Oro. La chiesa di Santo Stefano, più ampia, a cinque navate, era situata a nord, a fianco della Torre Civica e fungeva da cattedrale estiva, mentre quella di Santa Maria del Popolo, più raccolta, a tre navate, l'affiancava a sud ed era utilizzata come cattedrale invernale. Pur essendo ben distinte, le due chiese formavano un complesso architettonico unico, in quanto totalmente comunicanti tra loro. L'organismo risultante era pertanto certamente imponente e suggestivo, con un'unica aula a otto navate occupante per intero la larghezza dell'attuale Piazza del Duomo.
Dalle indagini ottocentesche e dal disegno e dalla descrizione di Opicino de Canistris (1330) apprendiamo che le due facciate erano allineate alla Torre Civica; Santo Stefano presentava una facciata simile a quella di San Pietro in Ciel d'Oro, ma con tre portali, mentre Santa Maria del Popolo aveva una facciata a salienti, portale unico, e particolarissimi motivi decorativi composti da fasce di mattonelle smaltate, che non si ritrovano in nessun'altra basilica romanica pavese superstite, che rappresentano la più antica testimonianza dell'uso di smalto stannifero nell'Occidente cristiano.
Come detto, Santo Stefano si componeva di cinque navate con volte a crociera (la centrale più ampia e alta), transetto non sporgente con volta a botte, abside semicircolare, tiburio e cupola, sormontata da un Serafino in bronzo dorato.
Santa Maria del Popolo aveva una struttura simile, ma a tre navate, con l'aggiunta di due falsi transetti con volta a botte, siti in corrispondenza della prima e della penultima campata delle navate laterali.
Le due chiese furono sconsacrate e progressivamente demolite con l'avanzare del cantiere rinascimentale; gli ultimi elementi a essere distrutti furono i resti delle facciate, atterrati alla fine del secolo XIX per far posto al fronte del nuovo Duomo, mentre gran parte della cripta (dell'XI secolo) di Santa Maria del Popolo fu preservata e ospita il Museo Diocesano.
All'interno delle due cattedrali si svolsero anche importanti celebrazioni e in particolare durante i lunghi soggiorni in città dell'imperatore Federico Barbarossa, che, solo per citarne alcuni, in occasione della distruzione di Milano del 1162 fece celebrare una messa solenne al loro interno, seguita da un pranzo nel vicino broletto o, nel 1164, quando l'imperatore incoronò nelle due cattedrali Barisone I di Arborea re di Sardegna.
Moltissimi reperti delle cattedrali gemine si conservano ai Musei Civici, tra i quali alcuni frammenti di vetri da finestra colorati e pani di vetro, risalenti alla fine del X e ai primi decenni dell'XI secolo, rinvenuti duranti indagini archeologiche effettuate tra il 1972 e il 1978 all'interno della Torre Civica: si tratterebbe di una delle prime attestazioni in Occidente dell'uso di vetrate policrome.

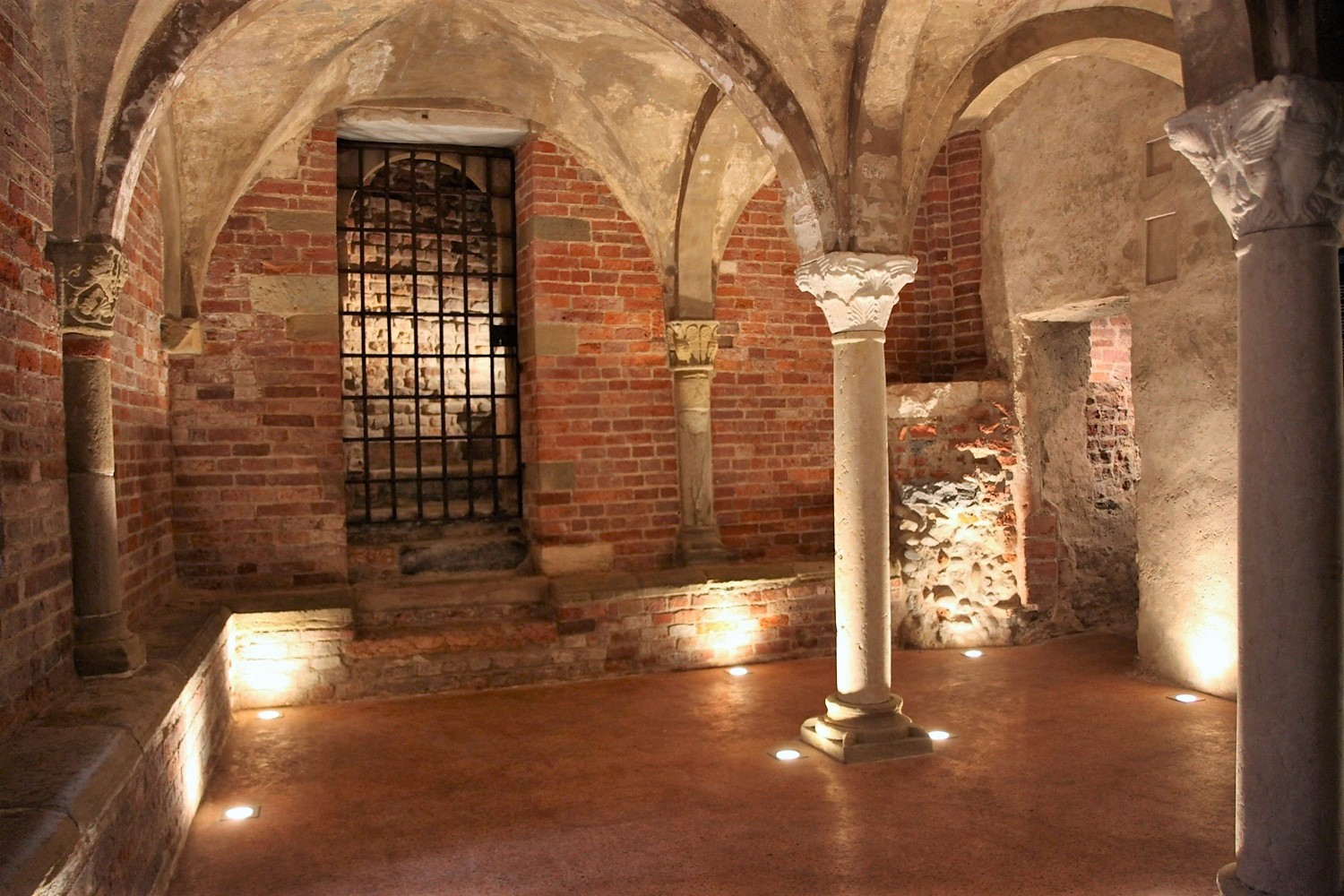
La cripta di Santa Maria del Popolo (XI secolo).
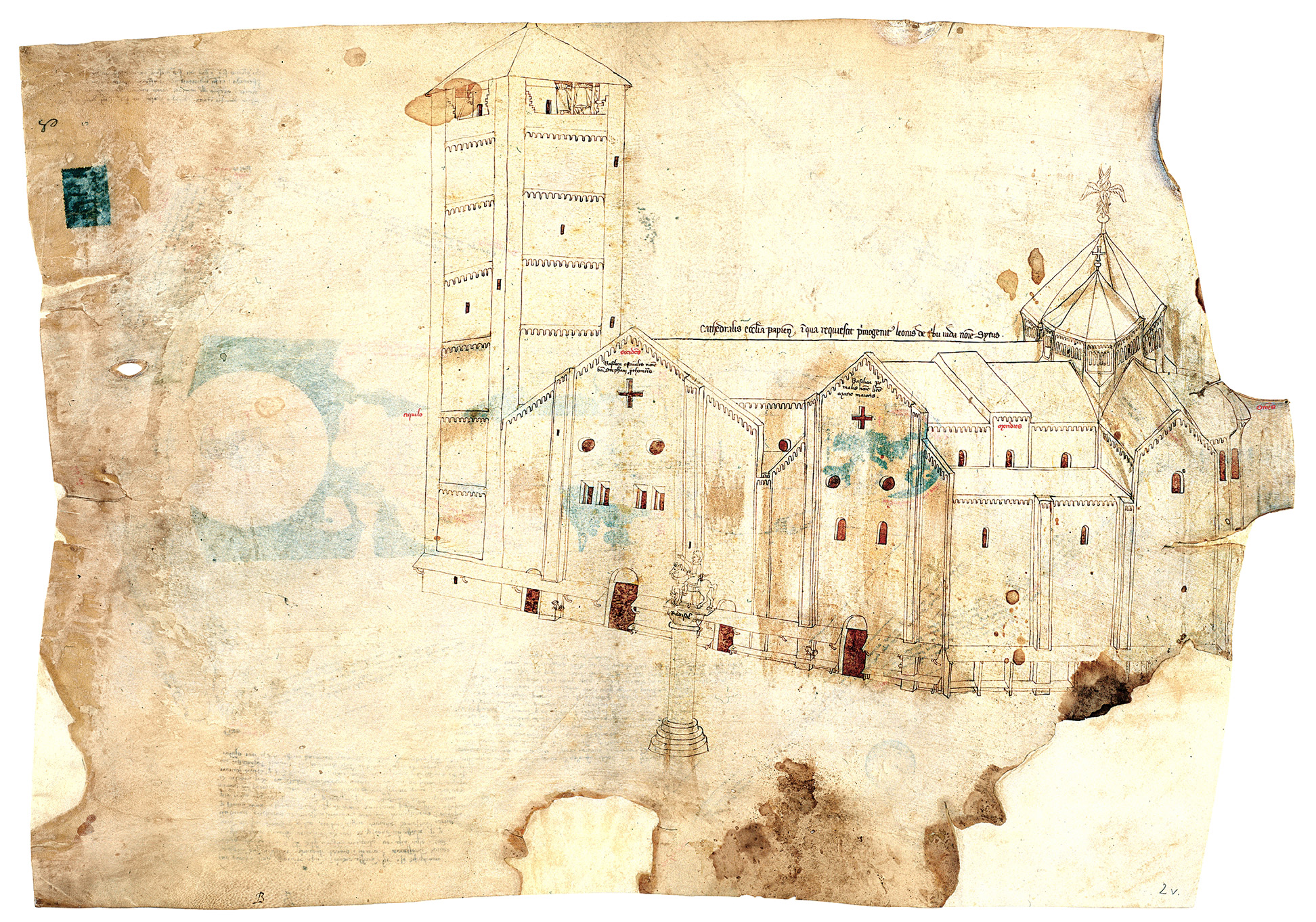
Disegno di Opicino de Canistris delle due cattedrali gemelle (1335-1350).
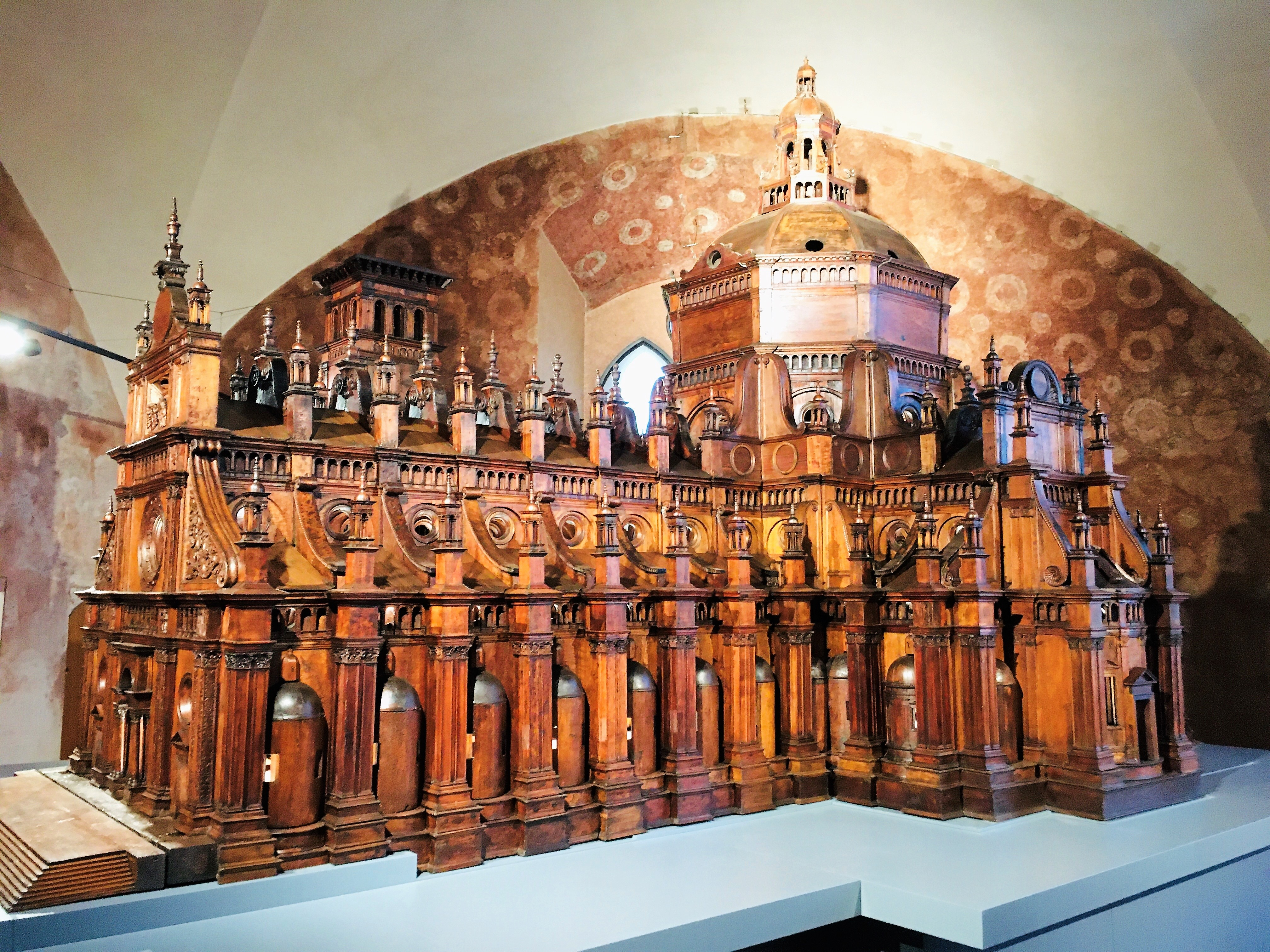
Modello del Duomo di Pavia (1497), Pinacoteca Malaspina.
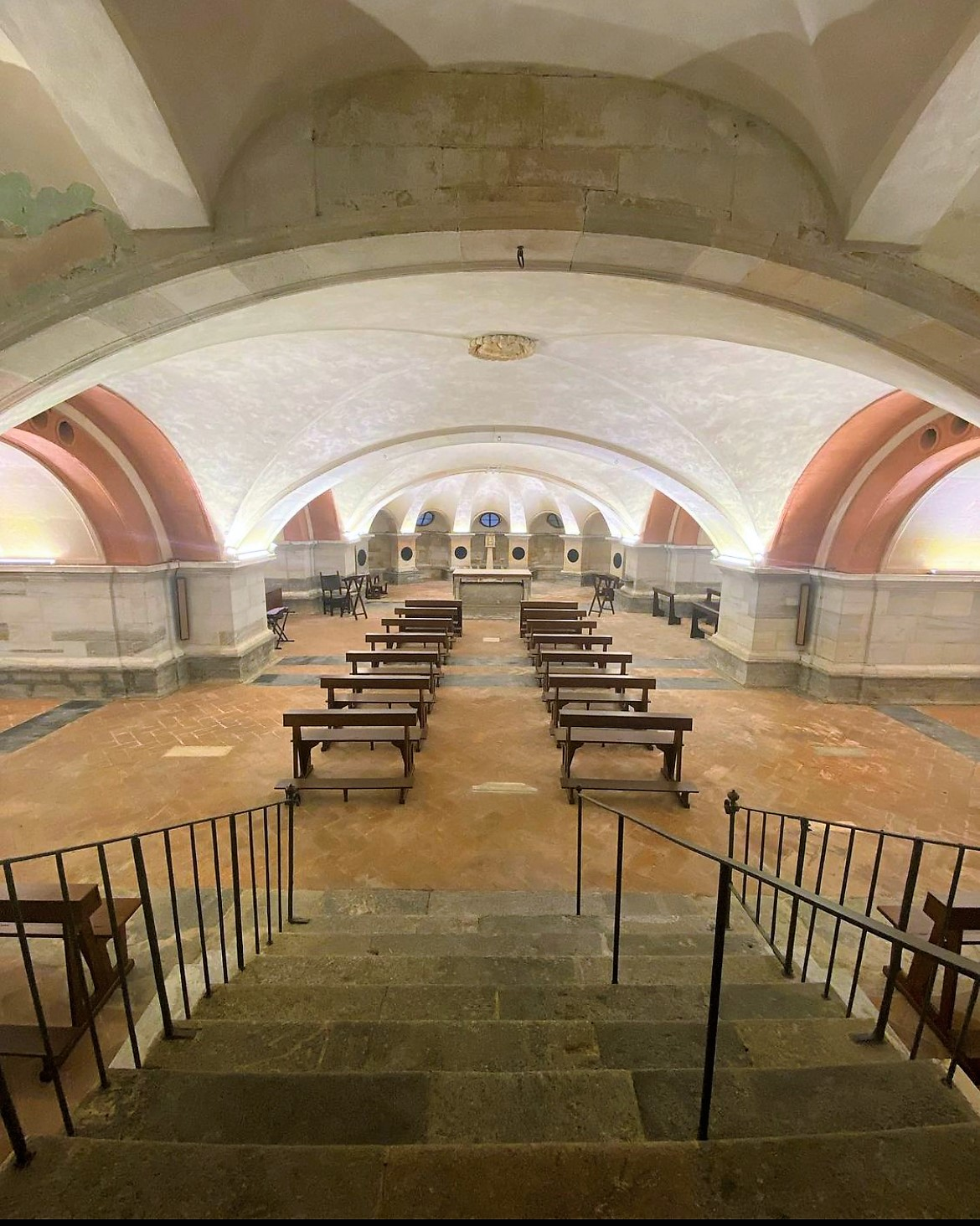
La cripta ideata da Donato Bramante (1492).

### Il primo progetto
Dopo che si era progettato di rinnovare le due antiche chiese, la costruzione della nuova cattedrale, voluta dal cardinale Ascanio Sforza, fratello di Ludovico il Moro, iniziò nel 1488 sotto la direzione dell'architetto Cristoforo Rocchi, ben presto affiancato da Giovanni Antonio Amadeo al quale alcuni studiosi attribuiscono il progetto generale. Altri autori riconoscono invece l'apporto progettuale di Bramante, per il quale la cattedrale pavese avrebbe costituito un precedente importante per il successivo progetto per la nuova Basilica di San Pietro a Roma.
Altri storici mettono in evidenza la vicinanza del Duomo pavese con i contemporanei studi di Leonardo da Vinci del periodo milanese, su edifici a pianta centrale, che presentano analogie più come atteggiamento che per specifiche soluzioni.
Il progetto prevedeva infatti un corpo con tre navate, affiancate da nicchie semicircolari, nell'asse longitudinale, innestato su un corpo centrale triabsidato, con transetto a tre navate, e dominato da una grande cupola, raccordata mediante pennacchi triangolari all'ottagono irregolare dei pilastri. Completavano l'impianto vani ottagonali absidati posti tra i bracci della croce e destinati a sagrestie.
La storiografia generalmente attribuisce tale progetto originario a Bramante di cui risulta documentata la presenza in cantiere nell'agosto del 1488 per risolvere i contrasti sorti tra Rocchi e Amadeo e dare "disegnum seu planum".
In particolare vengono attribuiti a Bramante il progetto planimetrico, il disegno della cripta (terminata nel 1492), della parte basamentale della zona absidale dell'edificio e delle sagrestie.
Nel progetto bramantesco, basato sull'innesto di un nucleo ottagonale sul corpo longitudinale a tre navate (come nella cattedrale di Santa Maria del Fiore a Firenze o nel Santuario della Santa Casa di Loreto, allora in costruzione), sono stati rintracciati numerosi riferimenti a riprova della vasta cultura dell'architetto, tra cui il progetto originario della basilica di Santo Spirito del Brunelleschi (per l'impianto generale, le sagrestie e le cappelle semicircolari sporgenti dal perimetro), la basilica di San Vitale a Ravenna e la basilica di Santa Sofia a Costantinopoli (per quel che riguarda la cupola e il suo alzato con due ordini di sostegni).

### Il lungo cantiere
La prima pietra fu posata il 29 giugno 1488; i lavori presero avvio sotto la direzione del Rocchi e dell'Amadeo, inizialmente con la supervisione del Bramante. Nel 1490 visitarono il cantiere, dando il loro contributo, anche Leonardo da Vinci e Francesco di Giorgio Martini. La prima parte a venire completata fu la cripta, nel 1492.
Amadeo, affiancato dal 1498 da Gian Giacomo Dolcebuono, ebbe il ruolo preminente nella conduzione del cantiere e nella definizione della maggior parte degli alzati mediante un modello ligneo del 1495, realizzato da Rocchi e Giovan Pietro Fugazza e ancora oggi esistente.
Nel 1496 risulta parzialmente completata la sacrestia settentrionale (che fu conclusa solo nel 1636), mentre quella meridionale viene iniziata nel 1505 (completata nel 1676). Data l’assenza di cave di marmo e pietra nelle vicinanze di Pavia, a partire dagli anni ’90 del XV secolo, la fabbrica del Duomo stipulò numerosi contratti con privati possessori di cave, per lo più nella zona di Ornavasso e Crevola, per la fornitura del marmo. Le pietre erano trasportate con nave dal lago Maggiore al Ticino. L’abside dell’altare maggiore, realizzata tra il 1504 e il 1507, fu infatti realizzata utilizzata marmo di Ornavasso, Crevoladossola e pietre provenienti dalle cave di Arzo, Saltrio e Angera. Nel 1518 la Fabbrica del Duomo, per assicurarsi continue e abbondanti forniture di marmo, acquistò tre cave a Crevoladossola, da dove, tramite il Toce, il Lago Maggiore e il Ticino, i blocchi di marmo giungevano a Pavia a porta Calcinara. Per agevolare tali operazioni, la Fabbrica fece edificare una strada che collegava le cave al Toce e mantenne alcuni scalpellini pavesi (come Ambrogio Massara e alcuni membri della famiglia Arrigoni) a Crevoladossola. La Fabbrica cedette a privati i diritti sulle cave solo alla fine del XVIII secolo. Per agevolare l'afflusso di marmi e materiali da costruzione al cantiere del duomo, nel 1522 il duca Francesco II Sforza concesse l'esenzione dal pagamento dei dazi a tutti i trasporti destinati al Duomo.
Il cantiere della cattedrale proseguì lentamente attraverso i secoli con diverse fasi costruttive, ritardi dovuti alla mancanza di fondi e gravi problemi strutturali.
Nel Cinquecento diresse a lungo i lavori Pellegrino Tibaldi ma le opere proseguirono in modo discontinuo, tra interruzioni e ripensamenti. Addirittura, nel 1566, disperando di completare il nuovo Duomo, si restaurò e riconsacrò la vecchia cattedrale romanica di Santo Stefano.
Nel XVII secolo fu completata la parte corrispondente al presbiterio, che fu collegata alle navate del vecchio duomo demolendo l'abside romanica del Santo Stefano, consentendo quindi di utilizzare la prima porzione completata della nuova cattedrale (che fu consacrata il 24 agosto 1615). Nel 1647 e nel 1665 si completarono le navate minori est dei due transetti.
Nel XVIII secolo si mise mano al corpo centrale dell'edificio, completando la posa degli otto titanici pilastri dell'ottagono e innalzando, sotto la direzione di Benedetto Alfieri, l'altissimo tamburo, aperto da sedici finestroni, che nel 1766 fu portato fino all'altezza dell'imposta della cupola e poi coperto da un soffitto provvisorio in legno, destinato però a durare per oltre un secolo. Nel 1769 il Duomo era ufficiato da 25 sacerdoti e sei chierici, scesi a parroco, cinque dignitari, otto canonici, e sette cappellani nel 1877.

#### XIX secolo
All'inizio del XIX secolo il Duomo era ancora sostanzialmente fermo al braccio longitudinale, completo a est in corrispondenza del presbiterio e ancora incompiuto a ovest in direzione della facciata, e all'ottagono centrale della cupola. Per qualche tempo si pensò a un riadattamento neoclassico dell'esistente secondo un progetto di Carlo Amati e Luigi Malaspina, che però non fu realizzato. Le speranze di completare la cattedrale come da progetto, completa dei due transetti, erano minime: nel 1832, in sostituzione del transetto sud, fu realizzata la Cappella di Sant'Agostino, pure in stile neoclassico, destinata a ospitare l'omonima Arca marmorea e le spoglie del Santo, dopo la soppressione della Basilica di San Pietro in Ciel d'Oro. Tale cappella fu demolita neppure un secolo dopo per la costruzione del transetto, mentre l'Arca venne restituita alla basilica romanica, restaurata e riaperta al culto.
Chiusa la parentesi neoclassica, nel 1855 si completarono le tre navate ovest del braccio longitudinale, quelle del piè di croce, senza tuttavia metter mano alla facciata. Nello stesso 1855 si impostò, con linee d'ispirazione bramantesca, l'abside maggiore del transetto nord, tuttavia interrotta nel 1857 a un'altezza di soli sette metri e destinata a rimanere incompiuta per oltre settant'anni.
Nel 1882-1885 fu finalmente voltata la cupola in muratura a doppia calotta da Carlo Maciachini, utilizzando anche travature metalliche e una catena perimetrale metallica, concepita per contenere le spinte trasversali e scaricarle sui pilastri dell'ottagono. Tale catena si ruppe però al momento del disarmo, causando allarme in merito alla sicurezza della costruzione. Alessandro Antonelli, architetto della Mole e della cupola della Basilica di San Gaudenzio, fu chiamato a dare consulenza in merito alle problematiche statiche della cupola del Duomo.
Per mancanza di spazio e di fondi si rinunciò infine a realizzare la navata per tutta la lunghezza prevista, anche perché ci si convinse che le ultime cinque campate, visibili nel modello ligneo, costituissero un'aggiunta successiva all'originale progetto bramantesco a pianta centrale. Lo stesso Maciachini completò pertanto nel 1895-1898 la facciata discostandosi solo per pochi particolari architettonici dal progetto originale e lasciando la muratura al rustico, con l'eccezione di due gallerie marmoree, per la cronica mancanza di fondi. La demolizione dei resti delle facciate delle cattedrali romaniche di Santo Stefano e di Santa Maria del Popolo diede luogo a diverse polemiche, tra cui va segnalata la netta opposizione di Luca Beltrami, direttore dell'Ufficio Regionale per la Conservazione dei Monumenti.

#### XX secolo
La cattedrale fu infine completata addirittura negli anni trenta del XX secolo, con l'edificazione nel 1930-33 dei due bracci del transetto, realizzati secondo i disegni originali cinquecenteschi ma utilizzando una struttura portante in cemento armato, realizzata in modo tale da non alterare le linee architettoniche interne. Tale tecnica costruttiva fu necessaria sia per motivi statici, consentendo di concepire i due transetti come organismi autonomi, disturbando il meno possibile l'equilibrio della cupola, sia perché era l'unica che garantisse la possibilità di salvaguardare gli avanzi sotterranei dell'antica cattedrale medievale di Santa Maria del Popolo. I due nuovi bracci ricevettero all'interno il medesimo rivestimento marmoreo utilizzato nelle altre parti del Tempio, ma ne attendono ancora il completamento in alcune parti.
La lunghissima vicenda costruttiva della Cattedrale di Pavia, sviluppatasi in un arco di oltre quattro secoli con il contributo di illustri architetti di tutte le epoche, costituisce un raro esempio di aderenza al progetto originale concepito tanto tempo addietro e di volontà nel completarlo.

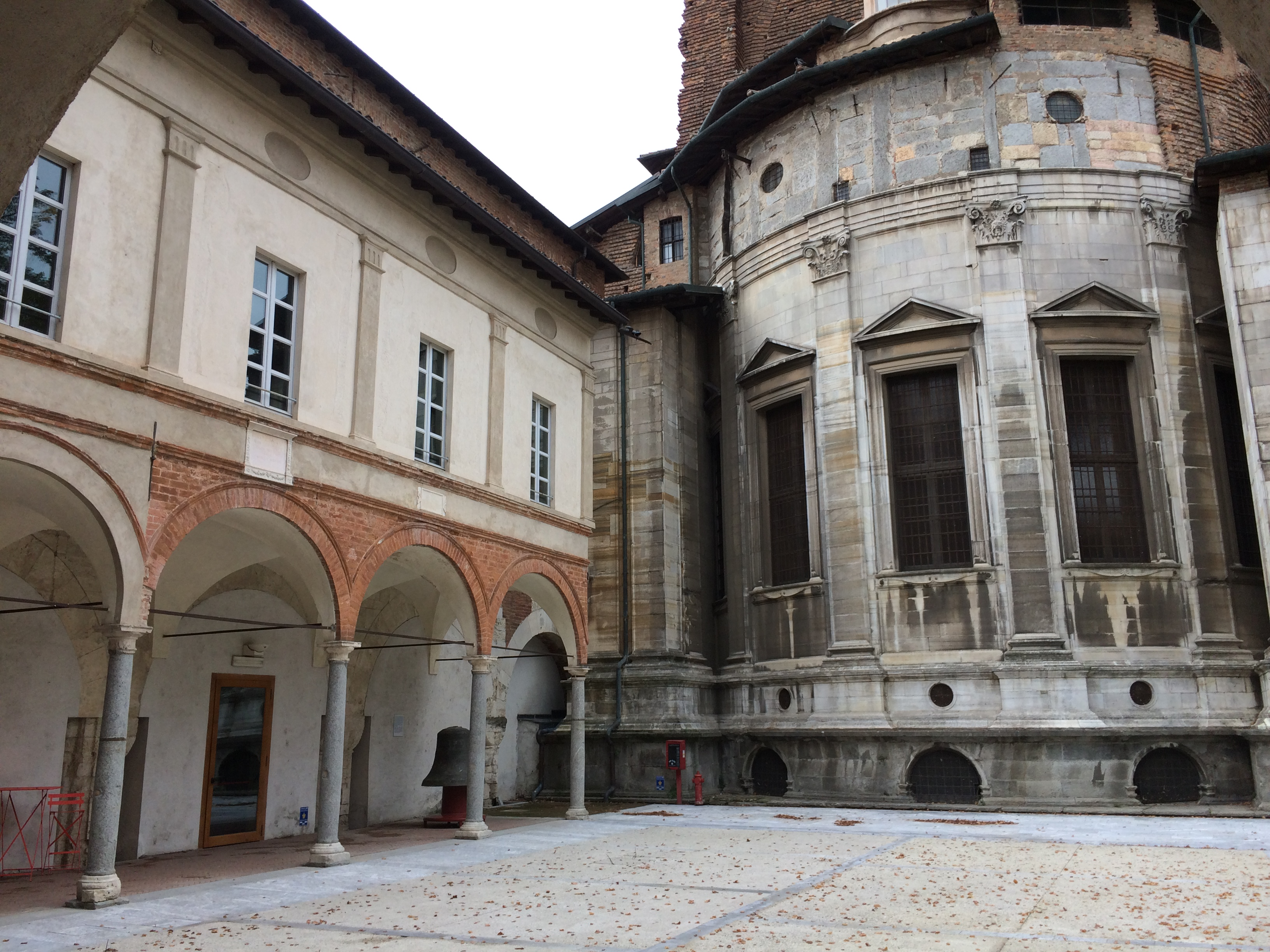
L'abside della Cattedrale visto dal Broletto.
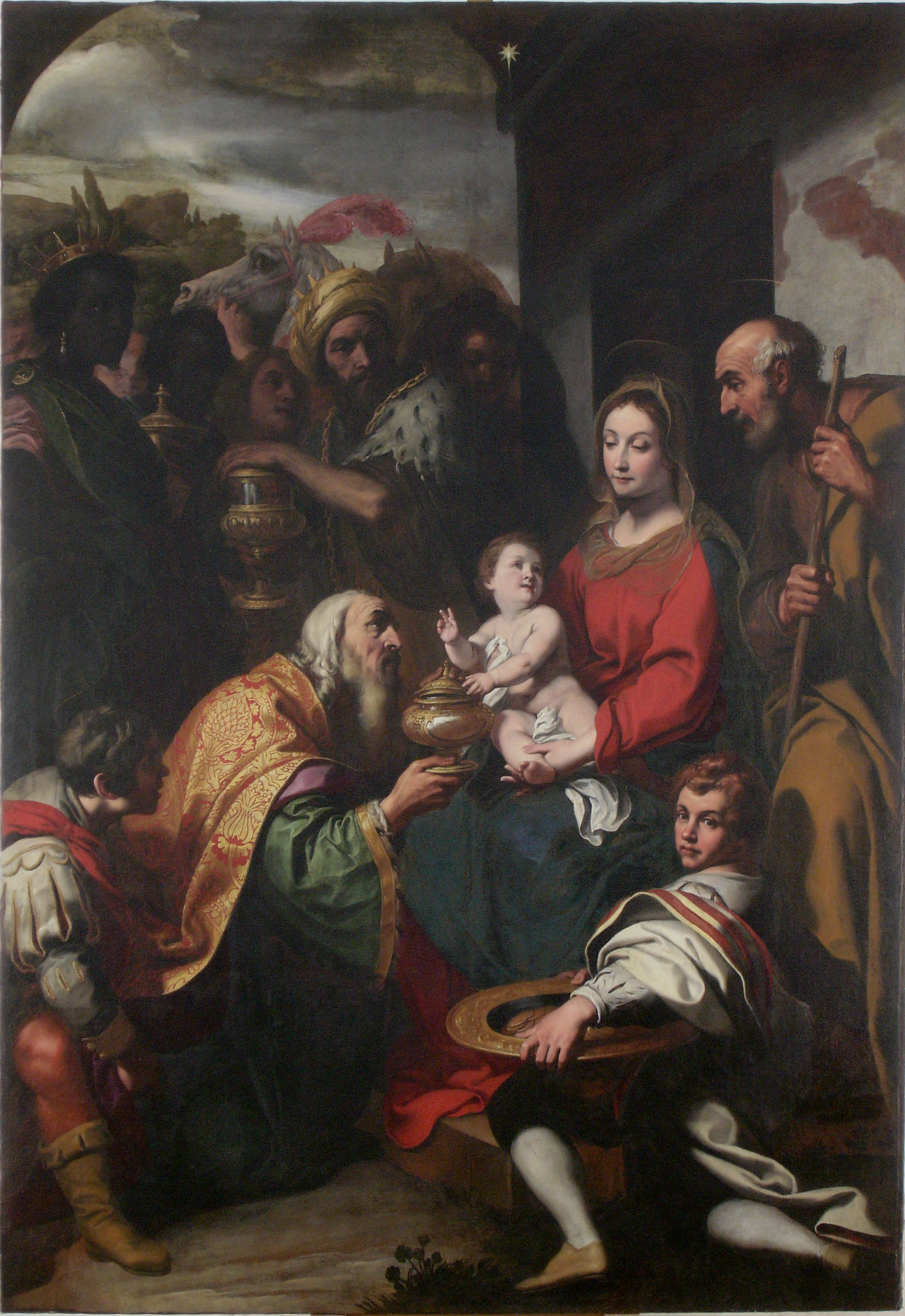
Daniele Crespi, Adorazione dei Magi.
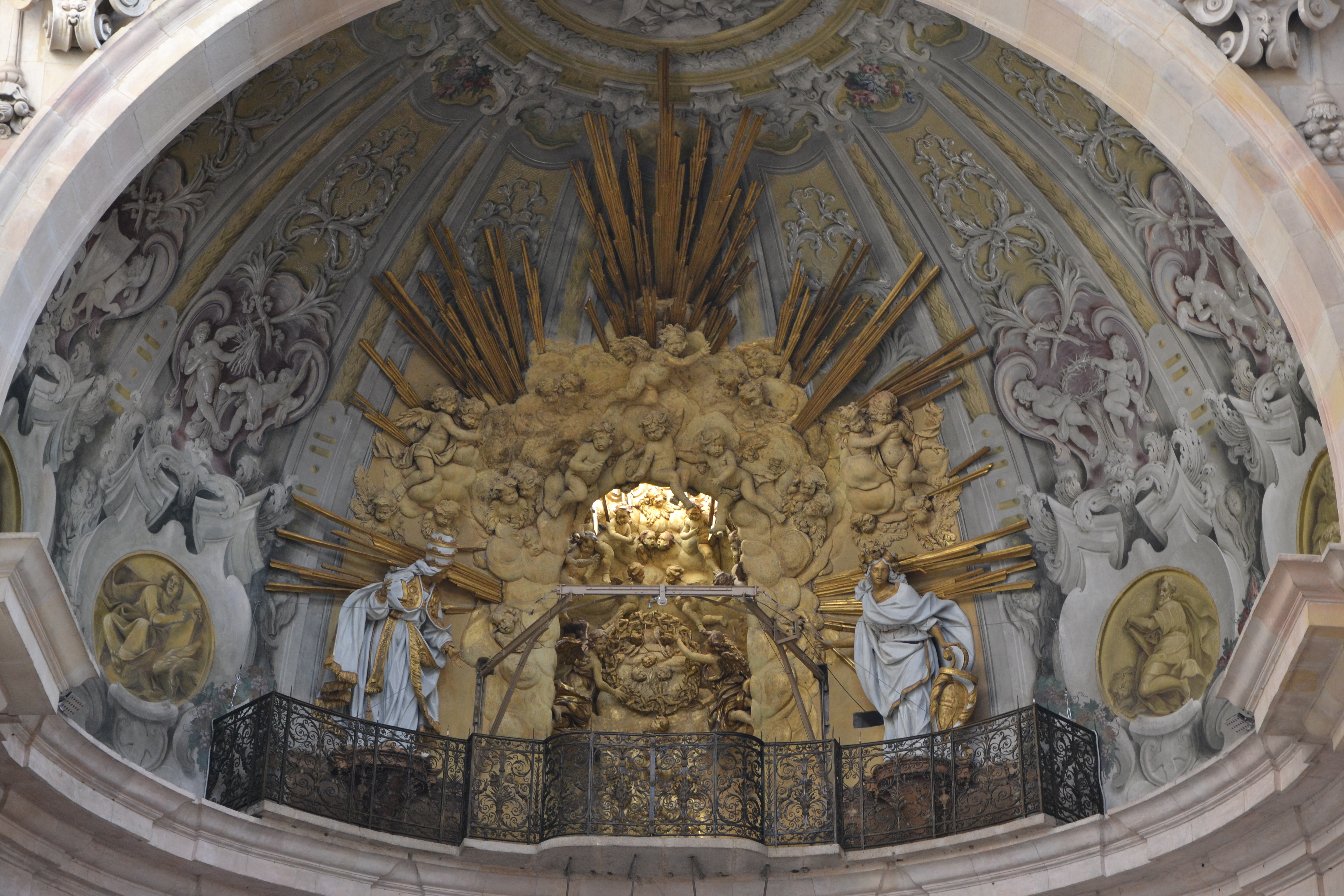
Decorazione barocca della macchina delle Spine.

### Torre civica
A fianco del Duomo era situata la Torre civica, di cui si ha menzione fin dal 1330, ulteriormente innalzata nel 1583 da Pellegrino Tibaldi e crollata il 17 marzo 1989. Dopo di allora sono iniziati lunghi di lavori di consolidamento alla cattedrale che presentava problemi strutturali, come del resto aveva fatto fin dall'inizio della costruzione. In particolare, i pilastri della cupola erano soggetti a forte stato flessionale, con fratture che avevano interessato anche la superficie del rivestimento marmoreo, mentre il tamburo della calotta presentava vistose crepe. Una volta completati il consolidamento statico della cupola e altri lavori urgenti di restauro sia all'interno sia all'esterno, la cattedrale è stata riaperta al pubblico dal vescovo Giovanni Giudici, domenica 14 ottobre 2012. Altre opere dovranno essere realizzate, in particolare la nuova pavimentazione interna e il ripristino dei dipinti e degli altri arredi sacri. Inoltre, il vescovo Giudici, fece realizzare accanto all'altare di san Siro, le nuove tombe dei vescovi della diocesi, e lui stesso vi fu sepolto il 22 gennaio 2024.

## Architettura
Il monumento è un edificio di notevoli dimensioni. La chiesa si sviluppa su tre navate (la centrale doppia delle laterali e percorsa da una galleria praticabile), sia nel corpo longitudinale sia nel transetto. Le navate laterali sono affiancate da cappelle semicircolari. L'interno, di purissime linee architettoniche rinascimentali, restituisce un'impressione di grande imponenza, amplificata dalla luminosità dei bianchissimi rivestimenti in marmo d'Ornavasso, Angera, Carrara e, soprattutto, Crevoladossola (dove la Fabbrica del Duomo possedeva tre cave di marmo). Le proporzioni grandiose sono maggiormente percepibili una volta che si giunge sotto l'arditissima cupola.
La pianta è costituita da una croce greca a quattro bracci uguali; il braccio d'ingresso, a ovest, risulta composto da tre campate mentre i due bracci del transetto, a nord e a sud, e quello del presbiterio, a est, sono composti da due sole campate e si concludono con un'ampia abside semicircolare, avente profondità pari alla terza campata del braccio d'ingresso. Quindi, la lunghezza dell'edificio e la sua larghezza al transetto si equivalgono. Il modello ligneo mostra invece il prolungamento della navata longitudinale, che avrebbe dovuto prevedere ben otto campate. Se tale progetto fosse stato portato a compimento, avrebbe comportato numerose modifiche al tessuto urbano circostante la cattedrale, tra le quali la soppressione dell'attuale Piazza Duomo, la demolizione del palazzo vescovile e, probabilmente, della Torre Civica.
Sulla controfacciata, due capolavori di epoca barocca, di mano dei due principali esponenti dell'Accademia Ambrosiana: Madonna e i ss. Siro e Antonio, di Giovanni Battista Crespi, detto il Cerano, e Adorazione dei Magi, di Daniele Crespi.

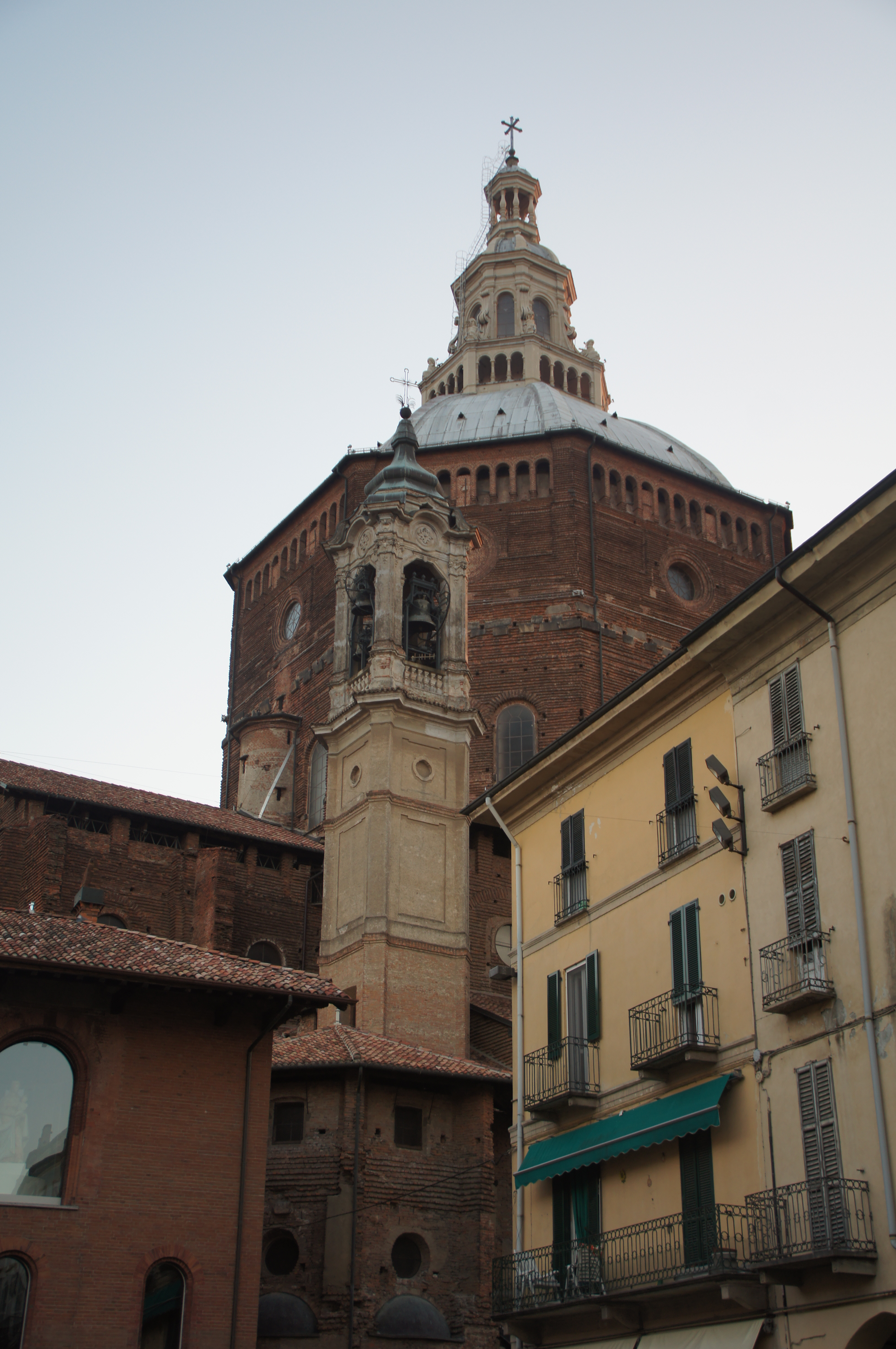
La cupola e il campanile.
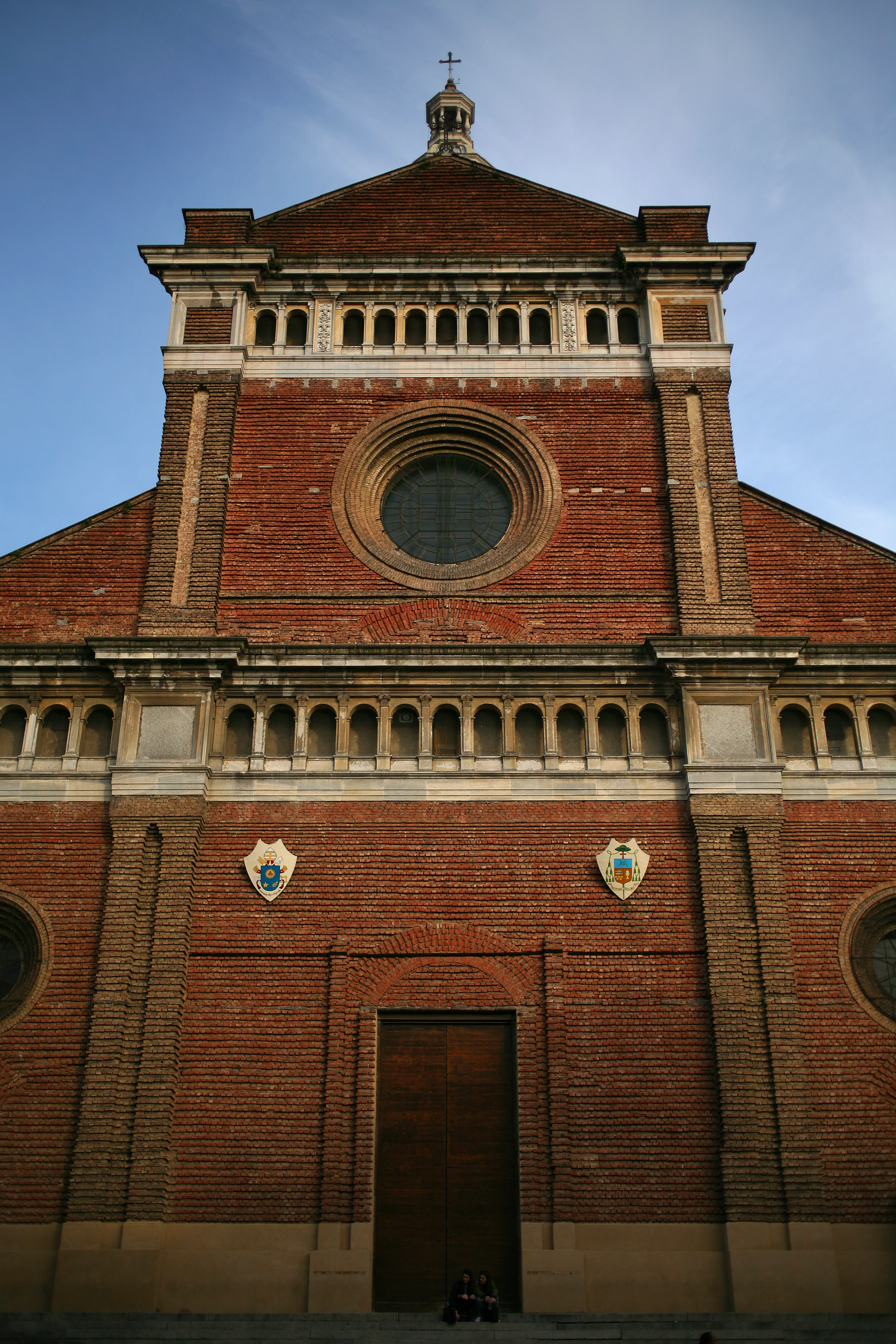
Particolare della facciata.
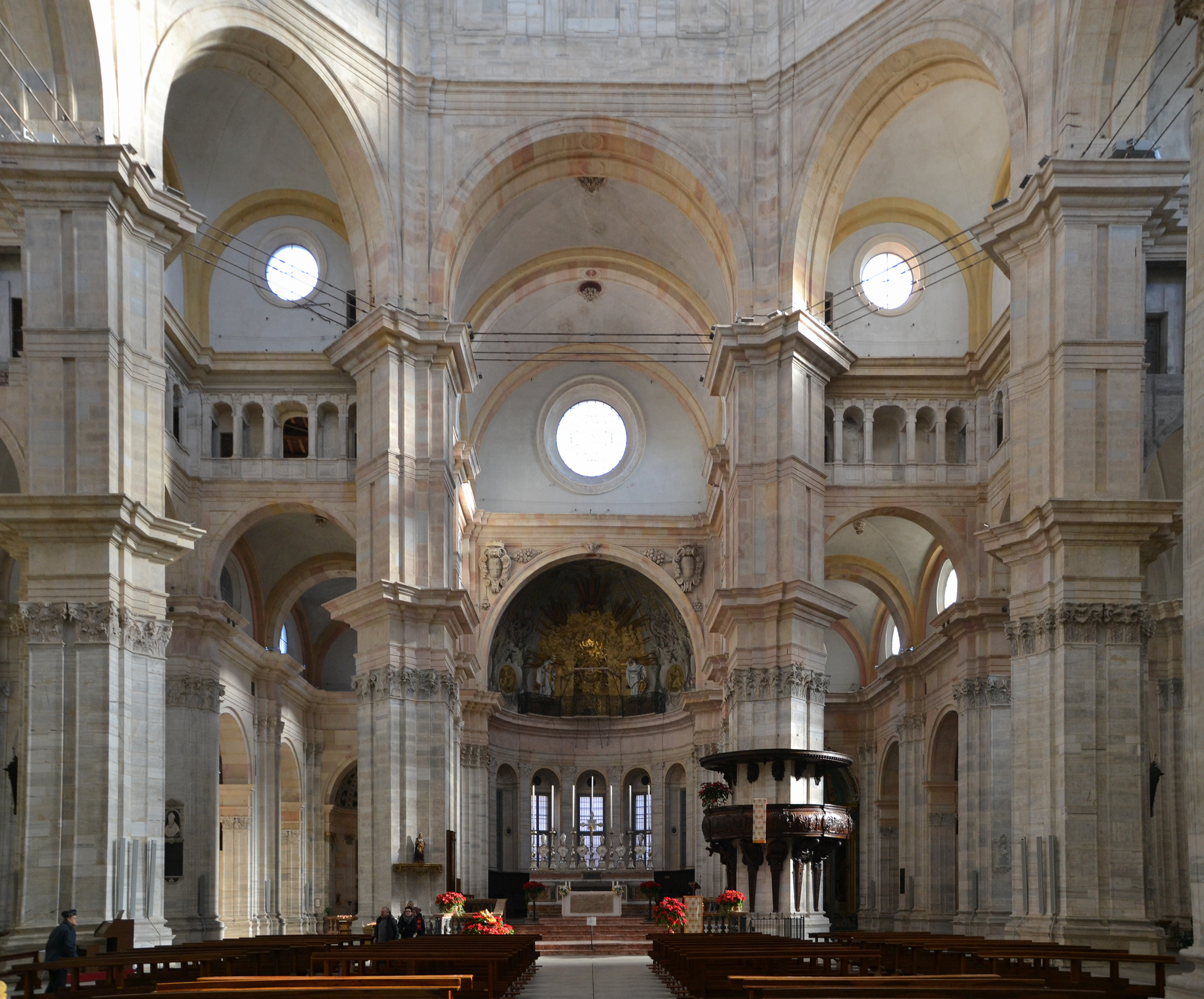
La navata centrale.

### Cupola
La cupola a pianta ottagonale è alta, con la croce di sommità, 92,2 metri dal pavimento interno, ma all'esterno tale misura può arrivare fino a 97,5 metri se si considera che il tessuto viario adiacente non è in piano e il fianco sud della cattedrale risulta pertanto rialzato. La diagonale maggiore della cupola è, esternamente, di 35,8 metri, mentre all'interno la diagonale massima misura 30 metri. Si ispira alla cupola del duomo di Santa Maria del Fiore a Firenze, di cui riprende la struttura composta da due calotte in muratura, l'interna con funzione strutturale e l'esterna, rivestita da lastre in piombo, con funzione di protezione alla prima.
La cupola è sormontata da una slanciata lanterna che riprende il disegno del modello ligneo, e appoggia su un alto tamburo con ampi finestroni. La cupola è sorretta da otto pilastri dalla forma complessa, tra i maggiori della Lombardia per dimensioni, collegati da archi e costituiti da un nucleo di mattoni e da un paramento marmoreo. A causa dell'enorme peso della cupola (20.000 tonnellate), i pilastri hanno avuto bisogno di un recente e urgente intervento di consolidamento, avendo rischiato il collasso a causa di uno stato di flessione. Altri interventi sono stati necessari al tamburo insolitamente alto che presentava fessure, probabilmente già presenti fin dal disarmo.

### Presbiterio
- Al di sotto del presbiterio si trova la cripta voltata, completata nel 1492 e il cui progetto è attribuito al Bramante.

- L'altare maggiore è stato progettato dall'architetto Giovan Battista Chiappa nel 1835 e proviene da San Pietro in Ciel d'Oro, È stato consacrato il 26 novembre 1836 dal vescovo Luigi Tosi[26]. Il coro ligneo in noce proviene invece dalla chiesa di Santa Maria Incoronata di Canepanova. La parte più vecchia, i dossali e i braccioli in forma di leoni, sono del 1554, mentre le restanti parti sono del secolo diciottesimo.

- Nella parte a sinistra del presbiterio, si incontra la Cappella già dell'Immacolata, come si rileva dalla decorazione del catino absidale che presenta nelle nervature i simboli mariani: il pozzo, la palma, il cipresso, il tempio e la torre.

- Segue il portale rinascimentale d'accesso alla sagrestia dei Cappellani maggiori, sormontato da un'iscrizione in latino. Sulla destra è posta un'epigrafe che ricorda Severino Boezio, le cui reliquie furono temporaneamente ospitate in Duomo durante il secolo XIX.

- Sulla parete est, al lato dell'altare maggiore, la Cappella del Crocefisso, originariamente dedicata alla Madonna del Rosario. L'altare è stato progettato nel 1768 da Lorenzo Cassani. Fa da sfondo al crocefisso ligneo un'incorniciatura in marmi policromi che contiene un dipinto. Nel catino absidale durante l'ultimo restauro è stata recuperata la decorazione sottostante, con la rimozione degli affreschi che rappresentavano angeli con i simboli della passione. Gli stessi simboli sono rappresentati anche nel cancello in ferro battuto che chiude la cappella.

- Nella parte a destra del presbiterio, si incontra la Cappella dei santi vescovi Armentario e Litifredo II. Il primo è stato vescovo della città dal 710 al 722, il secondo dal 943 al 971. Nel 1636 i corpi sono stati traslati nella cappella fatta edificare dal vescovo Fabrizio Landriani. Un'iscrizione riporta che: "Sotto l'altare di questa cappella / dedicata ai santi Vescovi Pavesi / Armentario e Litifredo II / riposano insieme le loro ossa / da una sotterranea cappelletta / dell'antico duomo qui trasportate / il dì 23 aprile 1626 e debitamente / riconosciute il dì 16 luglio 1867". Nel catino sono dipinte le Virtù teologali. Sempre nella parte destra del presbiterio si trova il grande pulpito ligneo circolare realizzato dallo scultore pavese Siro Zanella (autore, insieme a Bernardo Falconi, del Colosso di San Carolo Borromeo) tra il 1673 e il 1681[27].

- Successivamente si ha il portale rinascimentale che conduce alla sagrestia del Capitolo, con un'iscrizione latina: «Haec sacris rebus sacrisq. / dicata ministris / coella profane pio / limine siste pedem» (Questo luogo è riservato alle cose sacre e ai sacri ministri. Fermati o profano davanti a questa veneranda soglia). Sulla sinistra dell'ingresso si trova l'epigrafe funebre del vescovo Alessandro Sauli.

- Infine, sulla parete est, al lato dell'altare maggiore la Cappella di San Alessandro Sauli, che è stato vescovo della città alla fine del cinquecento. La cappella è stata voluta dai fratelli Pio e Angelo Bellingeri (1744). L'Altare ha una decorazione in marmo, con statue e dipinti in stile rococò o barocchetto. In un medaglione in bronzo è raffigurato il santo con una grande croce mentre predica a Milano, in Piazza dei Mercanti. Nell'ovale sorretto dagli angeli è dipinta "La gloria di sant'Alessandro" del pittore milanese Federico Ferrari. Ai lati sono rappresentati due episodi della vita del Santo eseguiti dal pittore pavese Francesco Barbieri. Nel catino absidale vi sono degli angeli in volo sulle nubi, tra raggi dorati, in opera di Elia Vincenzo Buzzi. In alto, l'iscrizione "Labia justi erudiunt multos" richiama l'opera di docente e predicatore del santo.

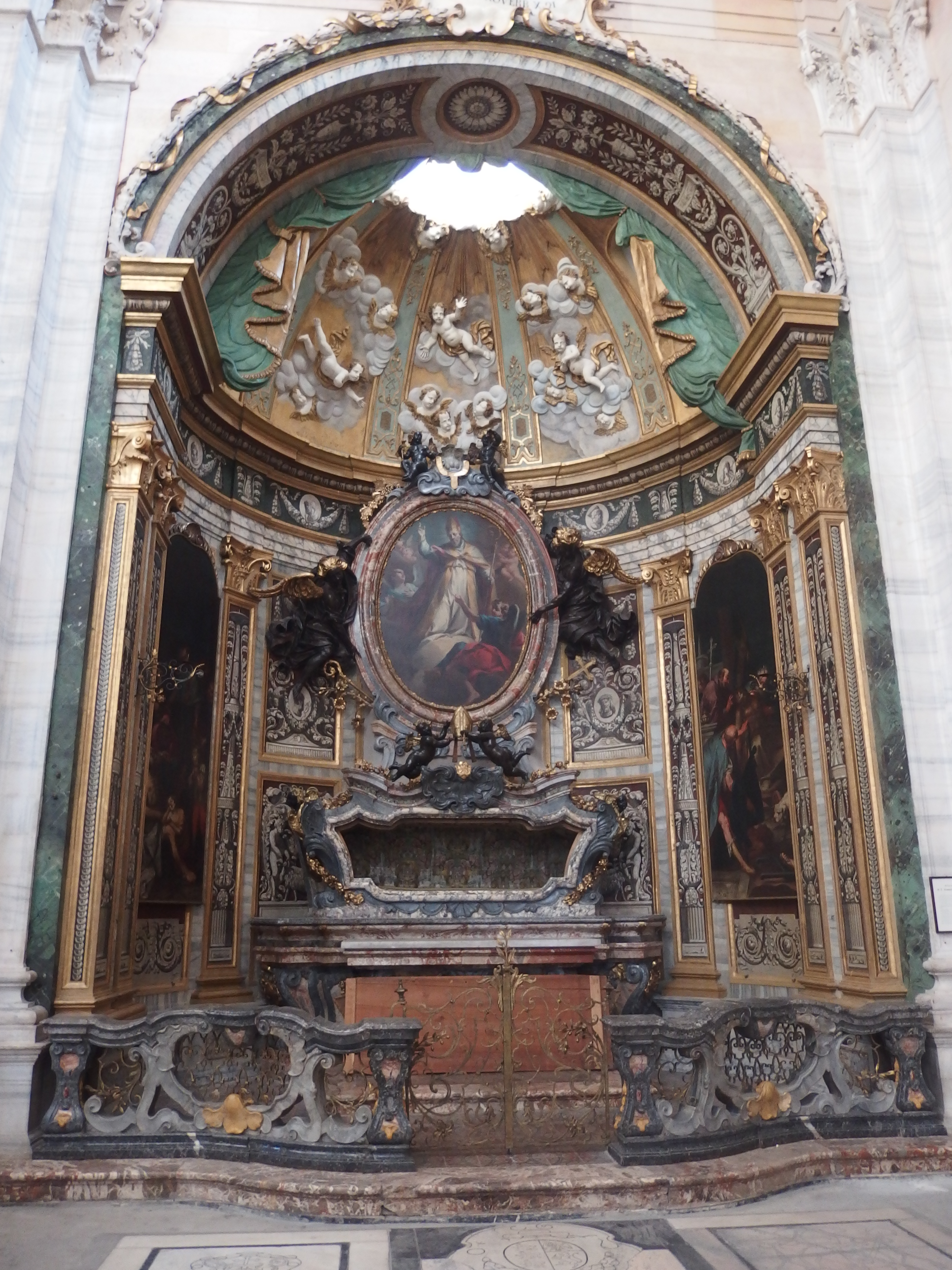
Altare di Sant'Alessandro Sauli.
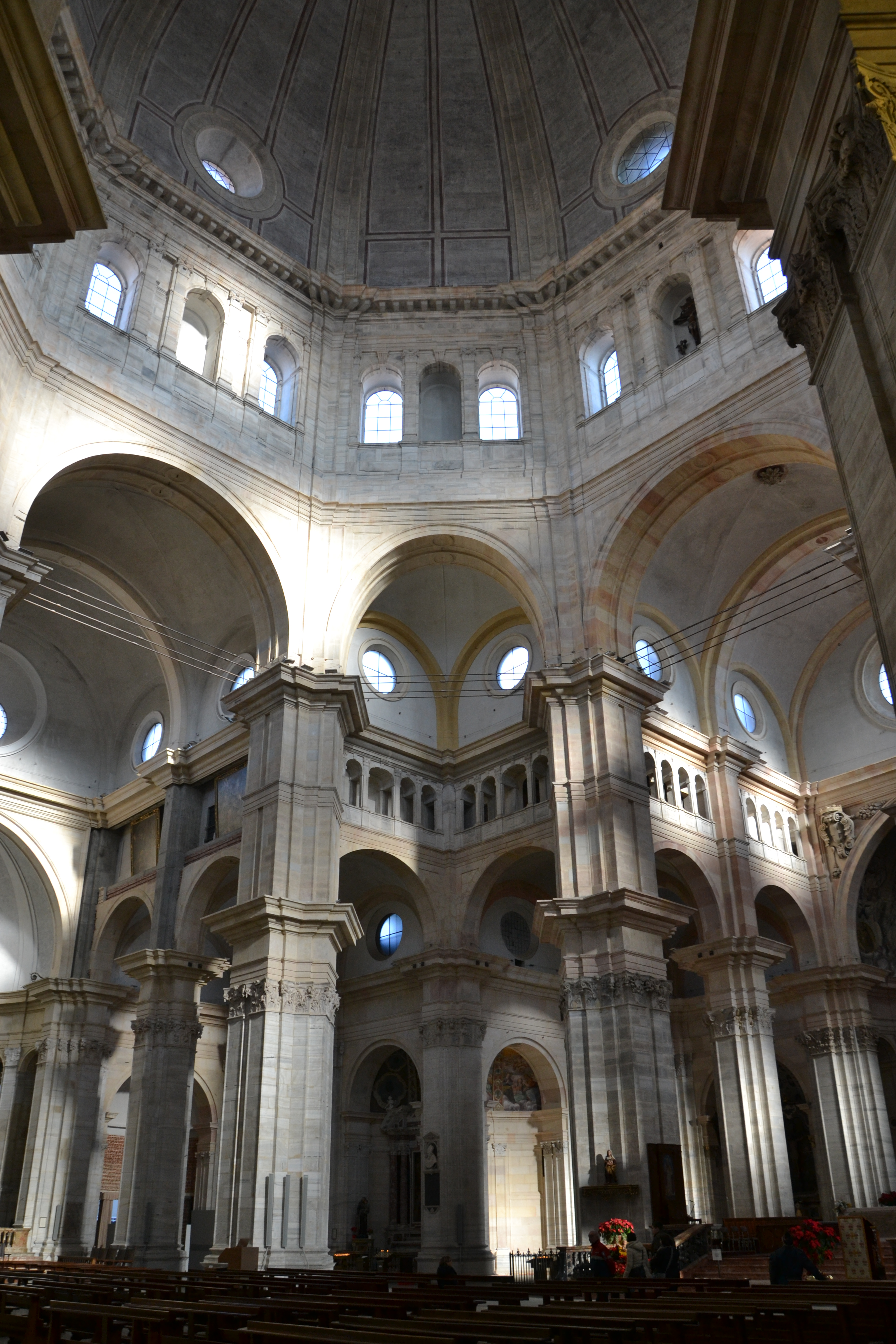
L'innesto della cupola.
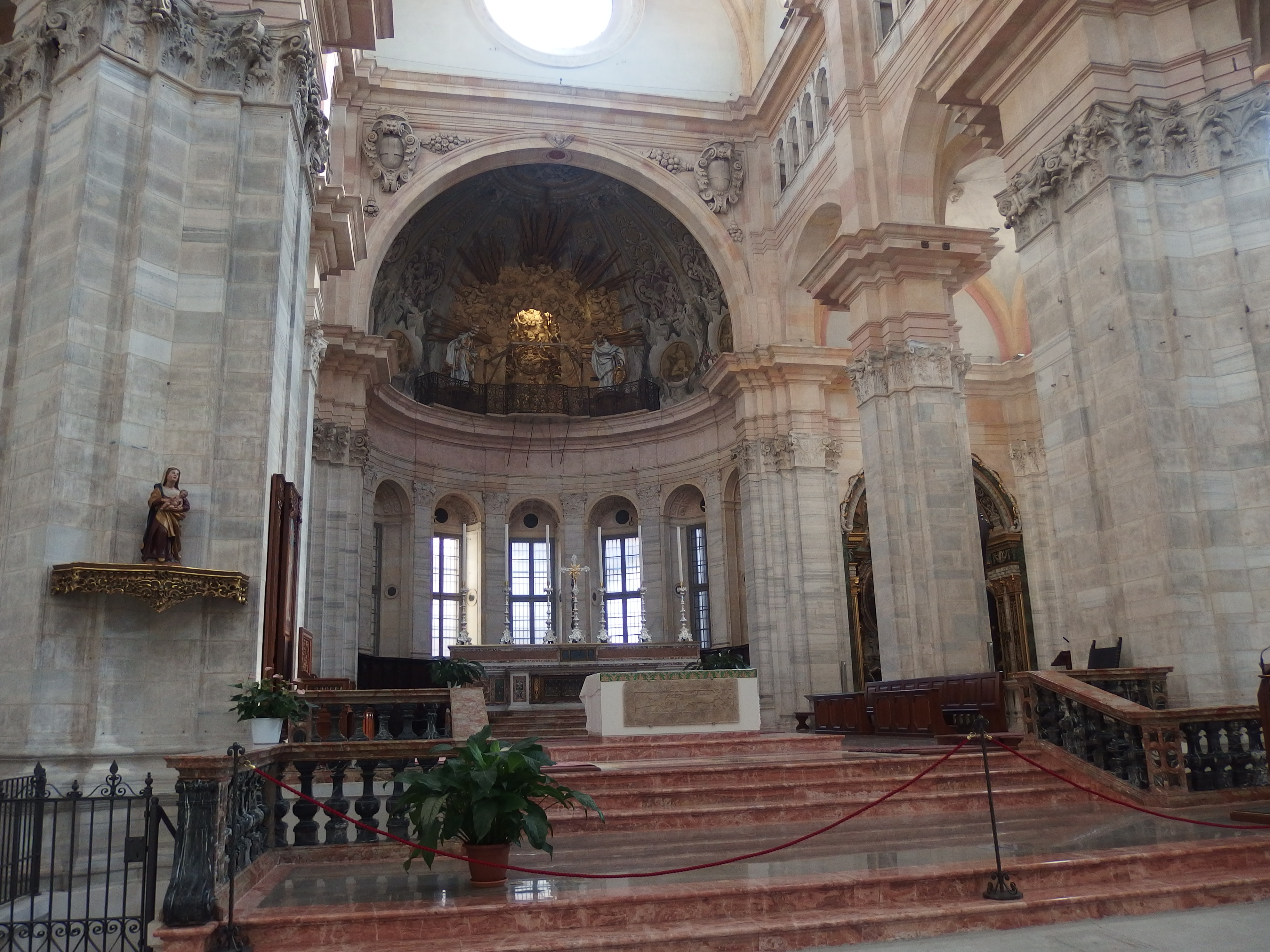
L'altare maggiore con sopra la "macchina" delle spine.

### Catino absidale e Sacre Spine
Nel catino absidale un'imponente decorazione barocca, composta da stucchi e affreschi fa da cornice alle reliquie delle tre spine della corona posta in capo a Gesù durante la passione. Originariamente si pensò nel seicento alla creazione di un altare per l'esposizione delle spine salvo poi optare per un luogo più sicuro in cui riporre le importanti reliquie. Al matematico Cristoforo Pecchio cattedratico dell'università della città fu affidato il compito di creare il meccanismo per calare le spine, meccanismo più volte rivisto nel tempo. Alcuni documenti attestano che il meccanismo fosse operativo già nel 1698-1699. Gli stessi documenti indicano l'incarico all'intagliatore Giuseppe Sala per la realizzazione del "baldacchino intagliato" (Nivola) utilizzato per la movimentazione della reliquia.
Le spine vengono calate dall'alto durante la veglia di Pentecoste per essere portate in processione il lunedì successivo. Le reliquie vengono calate nel presbiterio poggiate su una imponente struttura in legno in stile barocco del peso di cinque quintali raffigurante una nuvola sormontata da angeli ("Nivola"), che è collocata in una delle cappelle laterali della parte meridionale del presbiterio. La Nivola manca di alcune parti in rame, la nuvola e il baldacchino sottratte durante il periodo della Repubblica Cisalpina. La tradizione dell'ostensione e della processione si ripete dal 1645, e fu istituita dall'allora vescovo Giovanni Battista Sfondrati. 

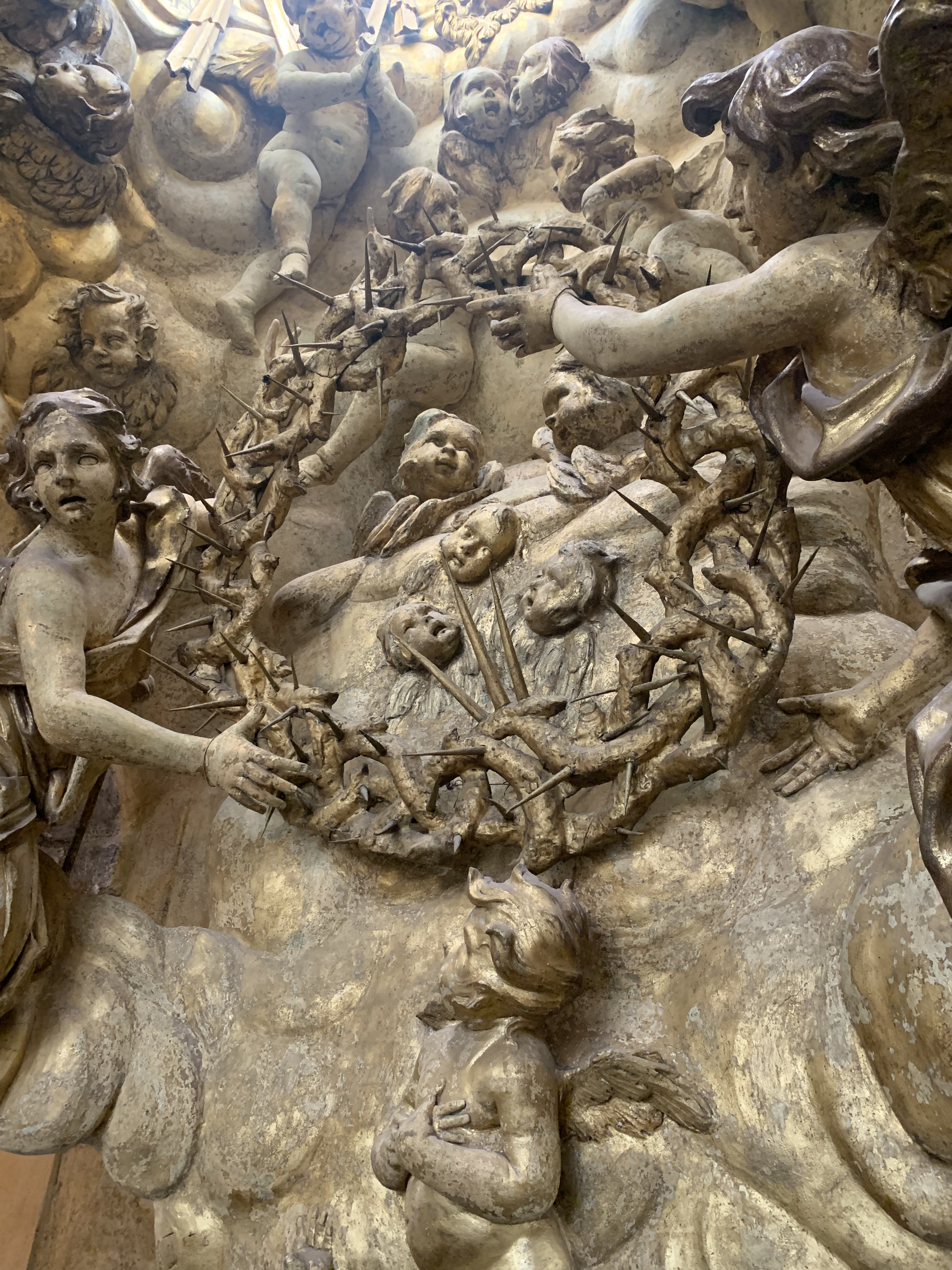
Frontale del tabernacolo Sacre Spine.

La struttura nel catino abissale presenta una parte anteriore con un balcone in ferro battuto commissionato il 22 marzo 1674 dal Consiglio Municipale al ferraio milanese Carlo Francesco Rava. Il balcone è contornato da cherubini e angeli e ai lati due figure simboliche della Religione e della Patria. La statua a sinistra che porta una tiara papale e che rappresenta la religione è una figura femminile. Dietro al balcone addossata alla parete una grande struttura in stucchi raffigura una grotta raggiata con nubi dorate al centro della quale due angeli sorreggono una grande corona di spine. Questo impianto contorna il reliquiario seicentesco in argento e cristallo contenente le Sante Spine della corona di Cristo, che è conservato dietro alla struttura protetto da una porta che si apre con tre chiavi una volta dal capitolo della cattedrale, dal vescovo e dal sindaco del comune, ma ora conservate presso il vescovado. Sopra alla struttura che ospita il tabernacolo è posta una lanterna progettata da Gio. Antonio Veneroni per dar luce alla struttura al posto della preesistente in legno e cotto.
Secondo la tradizione la corona è stata ritrovata da sant'Elena, madre dell'imperatore Costantino, attorno al 327 e conservata a Gerusalemme. Verso il 1063 la corona fu portata a Costantinopoli e là rimase certamente fino al 1237, quando l'imperatore latino Baldovino II la pose in pegno ad alcuni mercanti veneziani per ottenere un considerevole prestito. Alla scadenza del prestito il re Luigi IX di Francia, acquistò la Corona e la portò a Parigi, collocandola nel proprio palazzo finché non fu terminata la Sainte-Chapelle. Successivamente nel 1327 Filippo VI di Valois regalò una di queste spine a Gian Galeazzo Visconti (le altre due furono donate a Gian Galeazzo dall'imperatore bizantino Manuele II Paleologo durante la sua visita a Pavia del 1400) che le trasferì nella raccolta di reliquie conservata nel castello Visconteo. Infine nella notte del 2 settembre 1499, con la caduta di Ludovico il Moro, le spine, insieme alle altre reliquie appartenute ai Visconti e agli Sforza, furono trasportate dal castello alla cattedrale. Una delle spine fu rubata da un soldato francese durante il sacco di Pavia del 1527; lo stesso uomo, pentito dell'azione, la lasciò a Loreto e da qui fu riportata in città.
"Le spine di Pavia, come la maggior parte, appartiene alla specie botanica della Zizyphu (giuggiola) piccolo ramoscello che cresceva lungo la via Dolorosa". 
Nel catino sono dipinti angeli con diversi riferimenti alle reliquie e in alto nella parte centrale sommitale del catino nella lunetta verso l'altare maggiore è dipinta l'Assunta non visibile dai fedeli ma solo da chi si trova sull'altare maggiore.

### Cripta
Il disegno della cripta (terminata nel 1492), come detto è attribuito direttamente a Bramante. La cripta si compone di tre navate strutturate su due campate ed occupa l'intera superficie del braccio orientale della cattedrale (braccio del Presbiterio). I grandi pilastri, che reggono volte ribassate, richiamano gli ambienti termali di età classica e i ninfei, come quello degli Horti Sallustiani a Roma. Nonostante il breve tempo in cui fu presente Bramante in cantiere, si ritiene che egli fosse stato in grado di dare una chiara impronta destinata a persistere durante il lunghissimo cantiere. Nel 2018, durante alcuni lavori di restauro, fu rinvenuto all'interno della cripta un frammento dell'epigrafe di re Liutprando.

### Transetto

#### Lato sinistro (nord)
- La prima cappella che si incontra procedendo per la navata sinistra è la cappella di san Pietro. Al centro una pala d'altare. La cappella è legata al cardinale Pietro Maffi che resse il Seminario di Pavia. Sono presenti due lapidi simmetriche, la prima a sinistra con lo stemma del cardinale in marmo policromo e la seconda a destra con un suo ritratto. Nei capitelli sono invece rappresentati i simboli delle scienze di cui Maffi era cultore, gli elementi presenti nello stemma (stella, pesce, colomba, ancora) e quelli riferiti alla dignità ecclesiastica (pallio, croce astile e pastorale).

- La successiva cappella è in realtà l'ingresso a una delle tre sagrestie del Duomo, la sagrestia di Santo Stefano.

- Sul lato nord, alla sinistra dell'altare del suffragio si trova la Cappella della Madonna di Caravaggio. La cappella molto semplice presenta sopra l'altare di Emilio Carlo Aschieri del 1933, sono poste due statue in marmo affiancate dello scultore pavese Ercole Oliviero Rinaldi: la giovane contadina Giannetta de' Vacchi inginocchiata ai piedi della Vergine che le appare il 26 maggio 1432, nella campagna di Caravaggio.

- Nell'abside del transetto sinistro, al centro, l'Altare della Confraternita del suffragio, realizzata dal genovese Tommaso Orsolino nel 1644-46 e rimaneggiato nel 1652 con l'aggiunta di due colonne e altri elementi di marmi pregiati. L'altare presenta sculture barocche che rappresentano, dal basso verso l'alto, le anime dannate, le anime purganti, la Vergine, al centro, che salendo al cielo, intercede per le anime del purgatorio. Nella trabeazione, nel timpano in un medaglione a forma di scudo sono raffigurate le anime salvate, portate dagli angeli in volo verso Dio Padre che le attende a braccia aperte. Ai lati, cariatidi angeliche sostengono la trabeazione. L'altare è interamente realizzato in marmo di Carrara, marmo di Portovenere, pietra di Verona e alabastro[37].

- Simmetricamente sulla destra dell'altare è situato l'ingresso da piazza Vittoria.

- Sul lato est del transetto si trovano la Cappella di santa Lucia. La cappella è stata voluta dal prevosto del duomo Giovanni Battista Bosisio in ricordo dell'omonima cappella che si trovava nel periodo medioevale nel palazzo del Broletto. L'altare tardo ottocentesco è in marmo. Nella nicchia si trova una statua policroma che raffigura santa Lucia con i simboli del suo martirio: il pugnale che le trapassa il collo e le fiamme ai piedi. Ai piedi dell'altare vi è l'urna con le ossa della beata Sibillina Biscossi, terziaria domenicana pavese, morta nel 1367. Le reliquie sono state traslate in Duomo dalla Cappella Bottigella in San Tommaso.

- Da ultima la Cappella Sfondrati. È stata eretta per volontà testamentaria di Giovanni Battista Sfondrati, vescovo della città dal 1639 al 1647, con dedica al santo di cui il vescovo portava il nome. La pala è stata dipinta da Carlo Antonio Sacchi e raffigura il Battista a fianco della Madonna col Bambino, san Francesco e sant'Antonio. Nella parte inferiore del dipinto sono raffigurati Stefano, il santo titolare dell'antica cattedrale, e san Siro. La pala è incorniciata da colonne binate di marmo rosato posate su plinti che riportano lo stemma dello Sfondrati: uno scudo, inquartato, attraversato da sinistra a destra da una sbarra a doppio merlato contornata da quattro stelle a sei punte; nel secondo e terzo quarto pianta frondosa con nastro svolazzante.Al centro della cimasa è posta la statua di san Giovanni Battista. Gli elementi araldici sono ripetuti anche nella decorazione dipinta nel catino absidale, opera di Tommaso Orsolino. Sulla parasta alla destra della cappella è posto un busto di Sfondrati, con un'epigrafe[37].

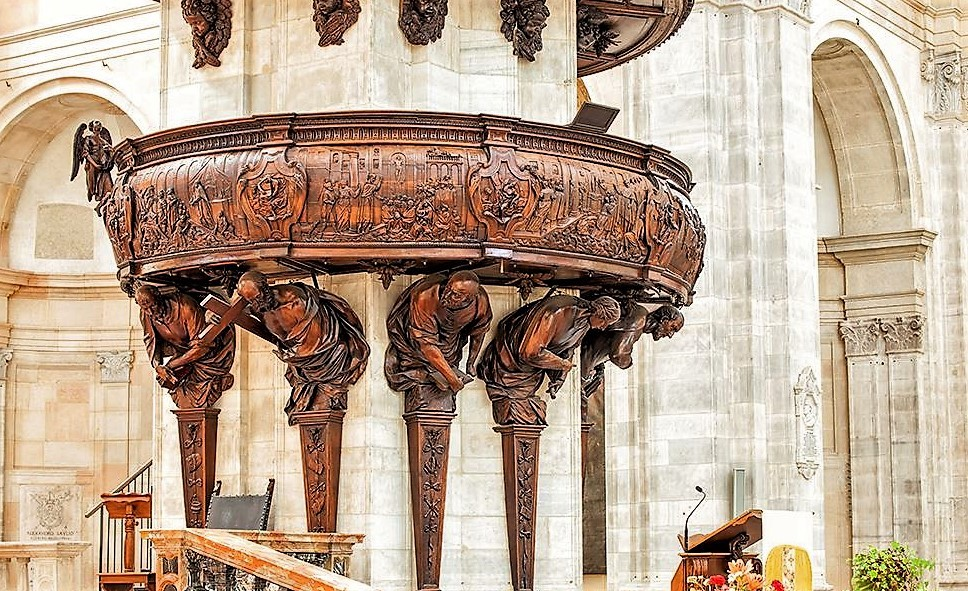
Siro Zanella, pulpito (1673- 1681).
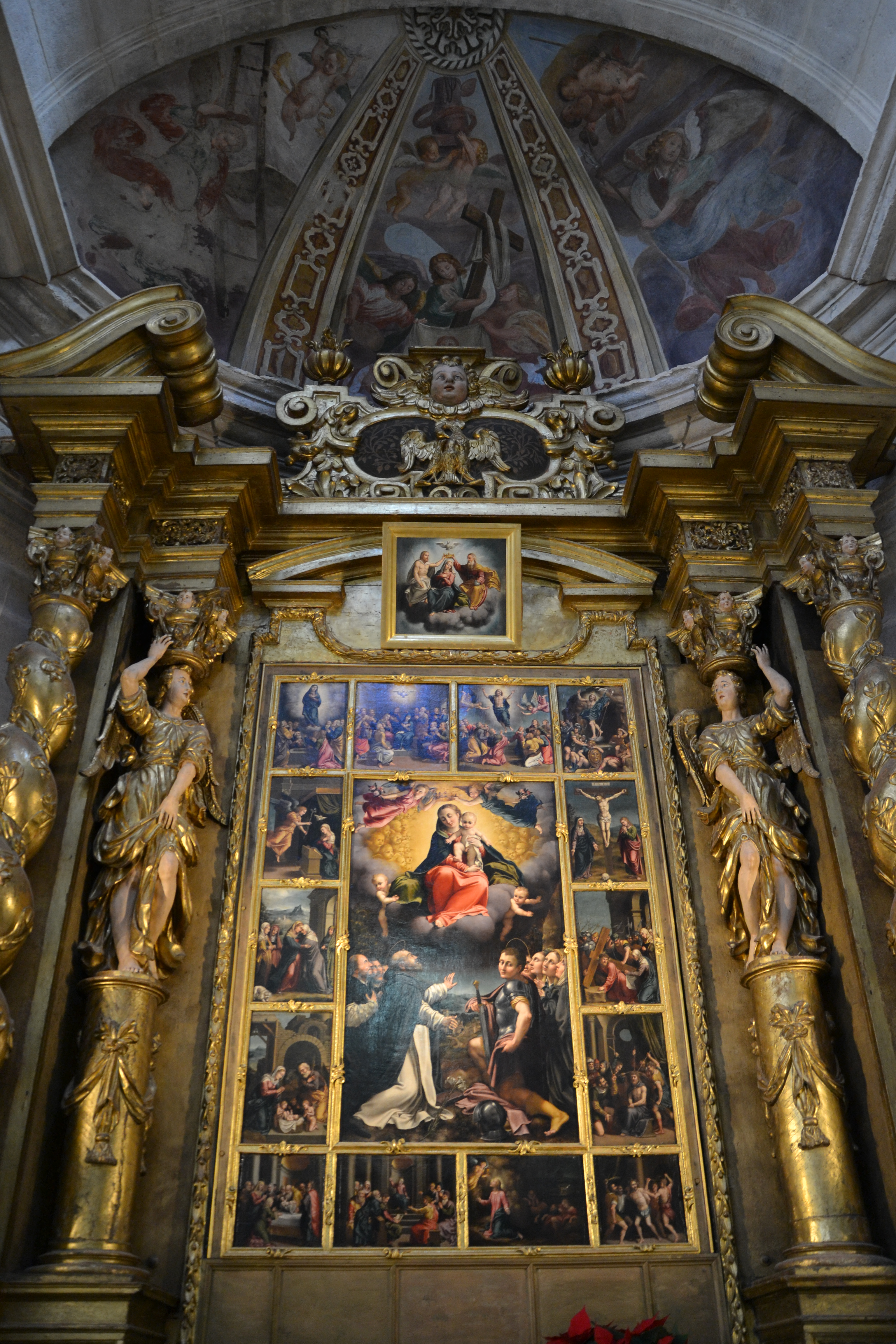
Bernardino Gatti, Madonna del Rosario, 1531.
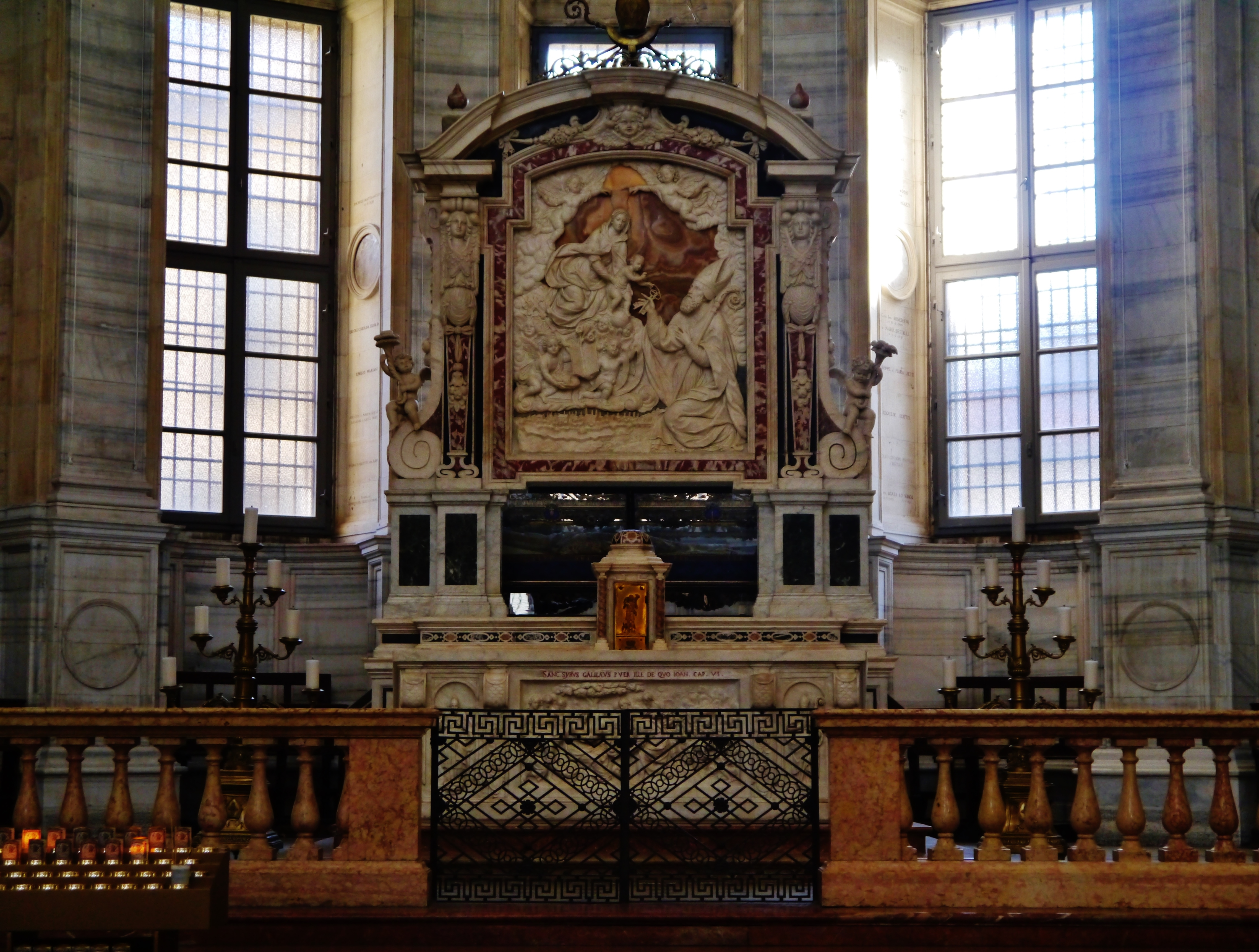
Tommaso Orsolino, altare di San Siro (1645-1650).

#### Lato destro (sud)
- La Cappella di San Barnaba è la prima cappella che si incontra procedendo dalla navata destra. Contiene un altare in marmi policromi. La pala raffigura La sacra Famiglia e san Barnaba ed è attribuita al Maestro delle Storie di sant'Agnese (prima metà del XVI secolo). Proviene dalla cappella Berzio della chiesa di San Marino di Pavia[38]

- Successivamente si incontra la Cappella di tutti i santi. L'altare è incorniciato in marmo rosato ed è coronato da un cartiglio con l'iscrizione "Omnium Sanctorum". Sull'altare è posta la tela secentesca, con la Trinità e due santi vescovi, circondati da una moltitudine di santi. In basso si intravede il profilo di Pavia sopra la quale è dipinta la colomba della leggenda della fondazione con il nastro su cui si è scritto "Hic est nidus nidorum"

- Sul lato sud a destra dell'altare di San Siro si trova la Cappella di san Riccardo Pampuri. La cappella ospita un altare in legno dorato con l'Assunta, posto nella cattedrale nella seconda metà del Novecento durante l'episcopato di Giovanni Volta. Sull'altare si trova un dipinto del santo opera del Dal Forno e datata 1982.

- Nell'abside del transetto destro, l'altare di san Siro, primo vescovo di Pavia (III-IV secolo), con doppia fronte. Al di sopra dell'urna ottocentesca di cristallo con le spoglie del santo, si trova una monumentale ancona in marmo bianco con fondo d'alabastro dell'Orsolino (1645-1650) che raffigura la Vergine che consegna le chiavi della città a san Siro, con gli angeli che reggono i simboli iconografici del santo, la croce astile, il libro dei Vangeli e un cesto con pani e pesci. L'altare è realizzato in marmo di Carrara e alabastro del Gazzo di Sestri Ponente[37].

- Sul lato sinistro dell'altare di San Siro nella parte superiore della cappella è posta la tela dell'Immacolata coronata da dodici stelle, dipinta da Bernardino Ciceri (1728). Nella parte inferiore trova posto un Presepe settecentesco con figure di terracotta policroma. Il Presepe è visibile nei mesi di dicembre e gennaio). La cappella contiene anche la scala dell'ingresso laterale meridionale dalla piazza Cavagneria.

- Infine nel lato est del transetto destro si trova la Cappella della Madonna del Rosario precedentemente dedicata alla passione. Sull'altare, nel 1827, è stata posta una tela dell'artista pavese Bernardino Gatti detto il Sojaro (1530-1531)[39] raffigurante la Madonna con il bambino, San Domenico e Sant'Alessandro. Nel contorno del dipinto sono rappresentati quindici episodi riferiti ai misteri (da leggersi in senso antiorario). Nella cappella rimangono i segni della precedente dedicazione; nella cimasa un medaglione centrale contiene il simbolo cristologico del pellicano che dà il sangue per i propri figli, mentre nella parte inferiore della cornice sono scolpiti i tre chiodi. Altri simboli, la scala, la croce, il telo della Veronica, la lancia sono presenti nel catino absidale.

- Infine la Cappella san Crispino I, vescovo di Pavia dal 446 al 466. Il paliotto reca le insegne episcopali, mentre la pala d'altare riporta sullo sfondo il ponte sul Ticino. Secondo quanto si tramanda il vescovo si occupò del miglioramento della città, curando la selciatura delle strade e la costruzione degli argini per contrastare le piene del fiume Ticino.

- Sotto il braccio sud del transetto si trovano i resti della cripta romanica dell'antica cattedrale medievale di Santa Maria del Popolo, preservati durante la costruzione del transetto nel 1931-33 e recentemente restaurati e resi visitabili nell'ambito di un percorso museale. I lavori di restauro del 2004 hanno reso fruibile questo spazio sotterraneo.

### Navata sinistra
- Prima cappella

Fonte battesimale con una semplice vasca ottagonale in marmo bianco che ricorda le fontane rinascimentali.
- Seconda cappella

Cappella di sant'Agnese. Sull'altare è posta una pala della prima metà del Novecento, dipinta da Enrico Volonterio, raffigurante santa Agnese che solleva sopra di sé l'agnello che la simboleggia. Il paliotto dell'altare racchiude le reliquie di sant'Epifanio (vescovo di Pavia ai tempi della caduta dell'impero romano), della sorella minore santa Onorata e di santa Luminosa. Il cancelletto in ferro battuto riporta al centro il monogramma della santa.
- Terza cappella

Cappella dell'Immacolata. Sull'altare è posta la pala che raffigura l'Immacolata, dipinta da Federico Faruffini su incarico del canonico Giovanni Battista Bosisio nel 1857. Ai piedi della Vergine si vede il profilo della città di Pavia, mentre sull'architrave è posta la scritta "Fecit mihi magna qui potens est". Ai lati dell'altare si trovano le statue dei genitori della Vergine, Gioacchino e Anna. Sotto l'altare sono deposte le spoglie del vescovo pavese san Damiano (VII sec.).

### Navata destra
- Prima cappella

Cappella della Sacra Famiglia. Contiene un altare settecentesco in marmi policromi con profilature nere con al centro una tela con una raffigurazione della Sacra Famiglia del pittore bergamasco Giuseppe Cersana (1887)
- Seconda cappella

Altare del Sacro Cuore. L'altare è in marmo bianco ed è stato realizzato nel 1924 su progetto di Ottorino Modesti e al suo centro ospita il dipinto del pittore milanese Enrico Volonterio. Sul paliotto dorato si trova il cuore circondato dalla corona di spine. I tre spicchi del catino absidale sono decorati da Edoardo Volonterio (figlio di Enrico) con sottili candelabra, dipinti su fondo porpora, con le iscrizioni "Cor Jesu", "Fons totius" e "Consolationis".
- Terza cappella

Cappella di San Giovanni Battista. Sull'altare si trova il dipinto San Giovanni Battista nel deserto del pittore Pavese Paolo Barbotti (1865). Di lato sono posti le statue che raffigurano i suoi genitori Elisabetta e Zaccaria. Nella trabeazione ottocentesca sono poste le parole "Ioannes est nomen eius".
Sotto l'altare è posto il corpo di sant'Invenzio terzo vescovo di Pavia rivestito di paramenti pontificali settecenteschi.
All'interno del Duomo la Via Crucis lignea è stata realizzata dallo scultore pavese Romolo Bianchi (1878-1961).

### Organo
Il Duomo disponeva di un organo che era stato donato alla Cattedrale nel 1962, prodotto dalla Pontificia fabbrica d'organi Balbiani-Vegezzi-Bossi di Milano. L'organo aveva tre tastiere e 5330 canne. La consolle era posizionata davanti all'altare di Sant'Alessandro Sauli mentre le canne erano poste ai lati dell'altare. Durante la chiusura della cattedrale a seguito dei lavori di restauro seguiti al crollo della Torre Civica, nel 2003 l'organo è stato smontato e venduto per soli 30.000 euro al Duomo di Voghera, nel quale è stato ricollocato a opera della ditta Mascioni di Cuvio. È stato calcolato che ricomprare un organo monumentale, di cui il duomo è attualmente sprovvisto, analogo a quello venduto, costerebbe circa 1 milione di euro.
Attualmente nel duomo di Pavia è comunque presente un antico organo positivo napoletano, che viene regolarmente utilizzato per il servizio liturgico musicale.

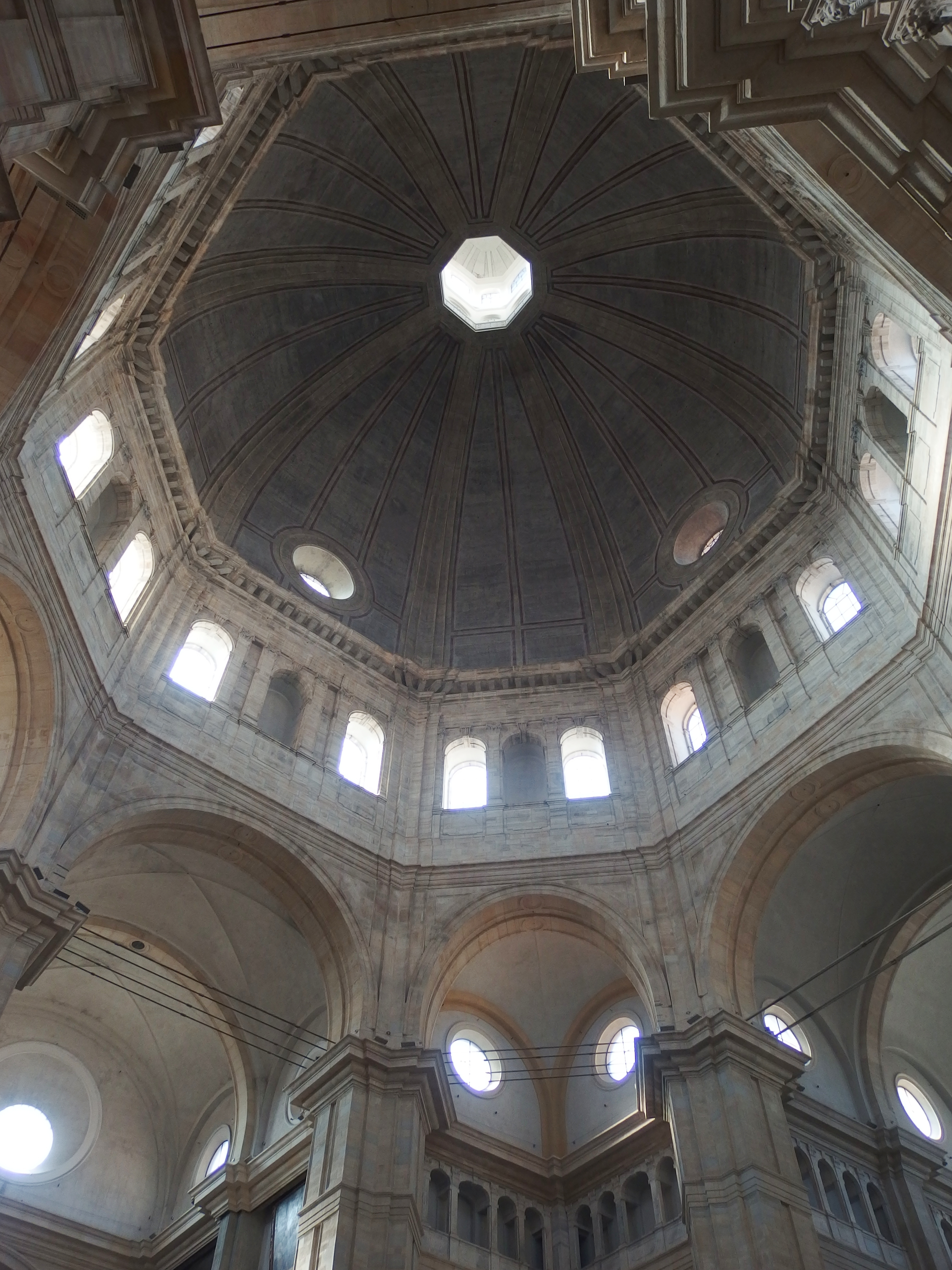
Interno della cupola
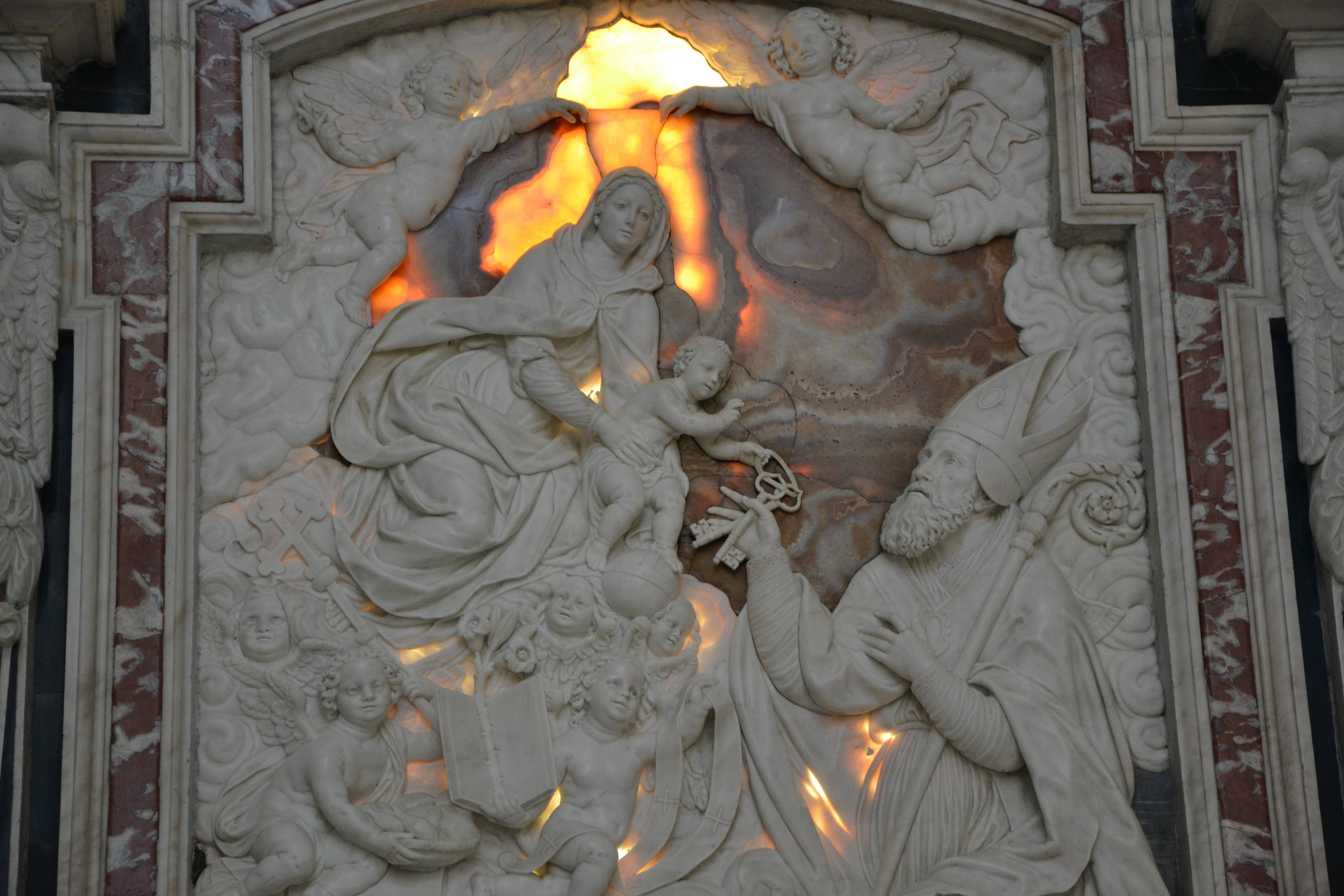
Altare di san Siro, di Tommaso Orsolino
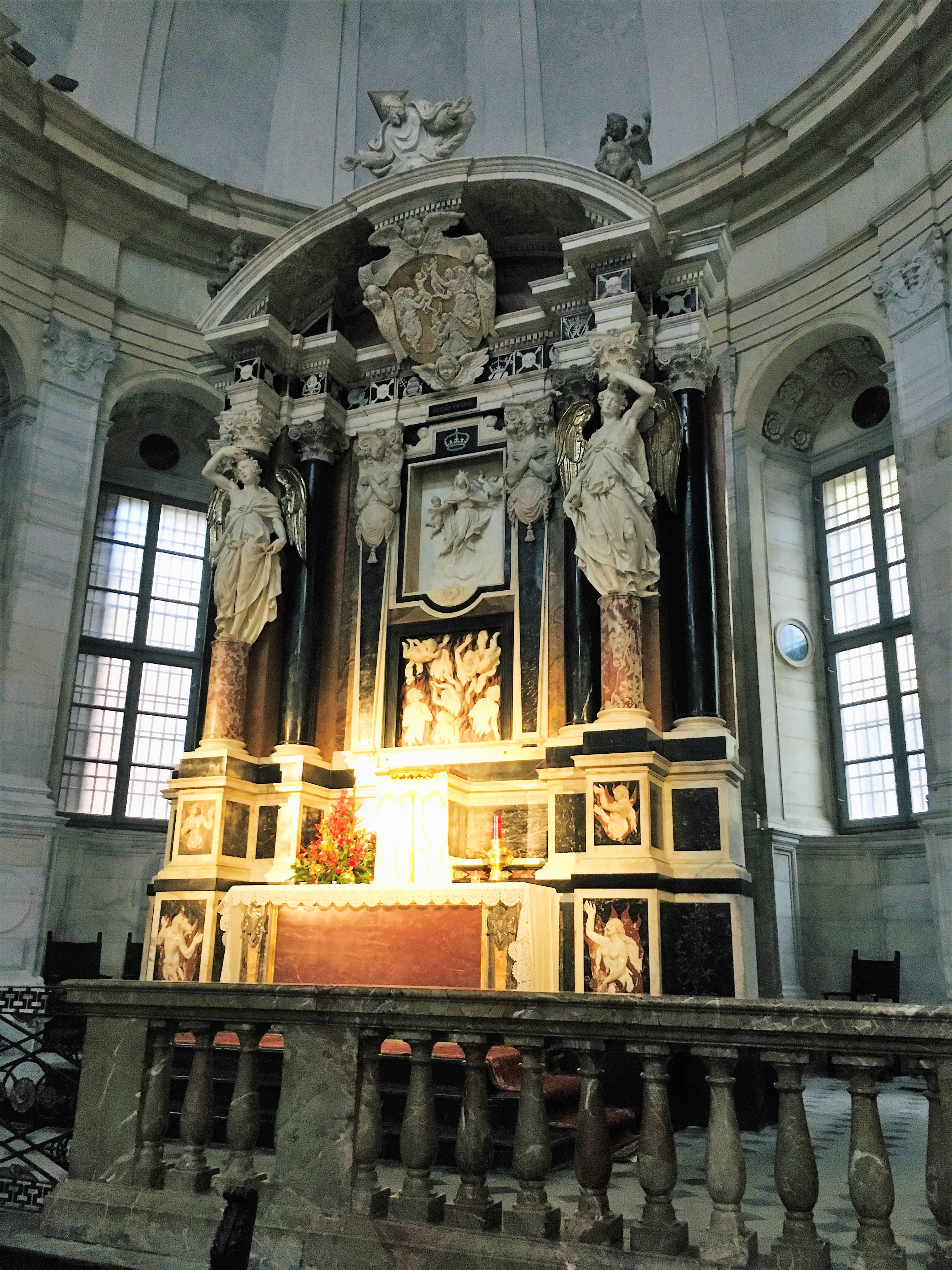
Tommaso Orsolino, Altare della Confraternita del suffragio (1644-1646).

## Misure
La Cattedrale di Pavia è tra i più imponenti luoghi di culto del Nord Italia. Di seguito alcune misure.
| Parametro                                                 | Misura                        |
| --------------------------------------------------------- | ----------------------------- |
| Lunghezza totale esterna                                  | 83 m                          |
| Larghezza totale esterna del transetto                    | 83 m                          |
| Altezza dell'intradosso della volta della navata centrale | 30 m                          |
| Diagonale interna della cupola                            | 30 m                          |
| Diagonale esterna della cupola                            | 35,8 m                        |
| Altezza interna della cupola alla volta del cupolino      | 80 m                          |
| Altezza esterna della cupola alla croce di sommità        | 97,5 m (da Piazza Cavagneria) |
| Superficie lorda coperta                                  | circa 5.000 m²                |
| Superficie calpestabile interna                           | 3.500 m² (escluse le cripte)  |

## Museo diocesano
All'esterno, a destra della facciata, si trova l'entrata del museo diocesano, aperto nel 2023 e collocato in quella che era la cripta della preesistente chiesa di Santa Maria del Popolo.